# مصطفى كمال أتاتورك
مصطفى كمال أتاتورك (بالتركية: Mustafa Kemal Atatürk)‏ (19 مايو 1881 - 10 نوفمبر 1938)، أول رئيس للجمهورية التركية (1923 – 1938)، وقائد الحركة التركية الوطنية، والقائد العام للجيش التركي خلال حرب الاستقلال التركية.
كان قائدًا عسكريًا للجيش العثماني خلال الحرب العالمية الأولى. بعد الحرب العالمية الأولى، بدأ ثورة وطنية ضد حكومة الإمبراطورية العثمانية القانونية في القسطنطينية وقوات الحلفاء. في هذا الثورة، تقوى بدعم من ضباط الجيش العثماني والسياسيين والشعب. انتصر في حربه ضد القسطنطينية وقوات الحلفاء، ثم أسس جمهورية تركيا.
واصل التحديث الموجه نحو الغرب الذي بدأته السلالة العثمانية ورجال الدولة العثمانية. بصفته بانيًا للأمة، أنشأ الدولة القومية العلمانية التركية. كان علمانيًا وقوميًا، وأصبحت سياساته ونظرياته معروفة باسم الكمالية. لقد وضع تركيا على طريق أن تصبح دولة جديدة ونامية. لقد بذل جهدًا لجعل بلاده، وهي دولة زراعية فقيرة، مثل الدول الغربية المتقدمة. كانت القومية الاجتماعية والاقتصادية أساسية في سياسته الداخلية. ألهم العديد من القادة مثل أمان الله خان، ورضا بهلوي، وأدولف هتلر، والحبيب بورقيبة، وجمال عبد الناصر، وأحمد سوكارنو، ومحمد علي جناح.
كتب كتبًا عن الإستراتيجية العسكرية، والتعليم والتدريب العسكري، والسياسة، والتربية المدنية، والهندسة الرياضية. احتفظ بمذكرات كتب فيها ذكرياته في جاليبولي، والقوقاز، وكارلسباد. نشر صحيفة مع رفاقه وكتب أعمدة. جمعت جميع كتاباته خلال مسيرته العسكرية والسياسية في مجموعة مؤلفة من 30 مجلدًا من الأعمال المجمعة. كان مهتمًا أيضًا بالتاريخ التركي، واللغة التركية، وعلم الآثار، والفلسفة السياسية، وفلسفة الدين، والتاريخ الأديان، ولديه كتب عن هذه الدراسات في مكتبته الشخصية.
أُطلق عليه اسم أتاتورك (أي: أبو الأتراك) وذلك للبصمة الواضحة التي تركها عسكريًا في الحرب العالمية الأولى وما بعدها وسياسيًا بعد ذلك وحتى الآن في بناء نظام جمهورية تركيا الحديثة.

## النشأة
مصطفى كمال أتاتورك هو ابن لأب يدعى علي رضا أفندي المولود في كوجاجيك عام 1881؛ تنتمي عائلته إلى الألبان أو لإحدى العشائر التركية (يوروك) التي هاجرت إلى الأناضول في القرن الرابع عشر والخامس عشر، ثم استقرت في سالونيك وهناك عمل «علي رضا افندي» موظفًا في الجمارك وتاجر أخشاب. كان علي رضا ملازم في الوحدات العسكرية المحلية أثناء حرب 93 التي دارت بين عامي 1877 و1878. وهذا يصنف عائلة أتاتورك ضمن النخبة الحاكمة في الدولة العثمانية آنذاك. وفي عام 1871، تزوج «علي رضا أفندي» بالسيدة«زبيدة» وهي ابنة لعائلة ريفية. ولدت زبيدة في لانكاداس التي تقع غرب سالونيك في عام 1857. ولد مصطفى كمال اتاتورك – ذلك الابن الريفي – في سالونيك عام 1881 ميلاديًا. كان لديه خمسة أشقاء هم فاطمة، عمر، أحمد، نجية، ومقبولة، وقد توفوا جميعًا في سن صغير عدا مقبولة. عند بلوغ مصطفى كمال السن الدراسي نشب خلاف بين والده ووالدته بشأن تحديد أي مدرسة سيلتحق بها. فكانت والدته تريده أن يلتحق بمدرسة «حافظ محمد أفندي»، أما والده فكان يرغب في أن يلتحق بمدرسة شمس أفندي الذي كان لديه رؤى جديدة في مجال التعليم في ذلك الحين. وفي النهاية التحق مصطفى كمال بمدرسة الحي، وبعد مرور عدة أيام انتقل إلى مدرسة شمس أفندي، وظل أتاتورك طوال حياته يعترف بجميل أبيه لاتخاذه مثل هذا القرار لاختياره مدرسة«شمس افندي».

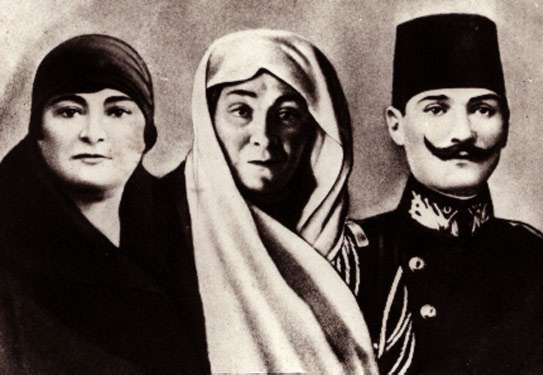
مصطفى كمال مرتديا الزي العسكري مع والدته وأخته.

وفي عام 1888 فقد والده، فقبع بجانب أخيه حسين – الأخ الغير شقيق من أمه – في مزرعة «رابلا»؛ منغمسًا في أعمال المزرعة تاركًا تعليمه ومن ثم قررت والدته العودة إلى سالونيك وأن يُكمل أتاتورك تعليمه هناك. وفي سالونيك تزوجت زبيدة بموظف جمرك يدعى «رجب بيه». فالوالد في عام 1878 كان قد استاجر منزلا قائمًا بشارع إصلاح خان – حي كوجا قاسم باشا كي يتزوج للمرة الثانية؛ ذلك المنزل كان قد بُني عام 1870 على يد مدرس رودوسلي الجنسية وهو الحاج محمد وقفي. إلا أنه عقب وفاة والده، انتقل مصطفى كمال وعائلته لمنزل صغير ذي طابقين وثلاث حجرات ومطبخ. التحق مصطفى كمال أتاتورك بالمدرسة الرشدية المدنية بسالونيك، تلك المدرسة العلمانية رمز البيروقراطية. وفي عام 1893 التحق بمدرسة الرشدية العسكرية، -رغم اعتراض والدته- حيث أعجب بالزي العسكري للتلاميذ في مدرسة محي الدين. وفي هذه المدرسة لقبه معلم الرياضيات «مصطفى صبرى بيه» باسم كمال؛ ذلك اللقب الدال على النضج والكمال. كان مصطفى كمال أتاتورك يرغب في الالتحاق بمدرسة القللى الثانوية العسكرية، إلا أنه التحق بالمدرسة الرهبانية الثانوية العسكرية بتوصية حسن بك الضابط السالونيكي الذي كان بمثابة أخ أكبر له. وفي الفترة ما بين عام 1896 حتى عام 1899، تلك الفترة التي قبعها في تلك المدرسة، كان لمعلم التاريخ «محمد توفيق بي» أثر عظيم عليه؛ حيث أحاطه بكل مايثير شغفه نحو معرفة التاريخ. وفي عام 1897 بدأت حرب بين الدولة العثمانية واليونان فأراد مصطفى كمال التطوع فيها لكن ذلك لم يتحقق؛ لكونه طالبًا في المرحلة الثانوية وسنه لم يتخط السادسة عشر عامًا. أنهى المرحلة الثانوية بتفوق حيث احتل المركز الثاني على مستوى المدرسة. وفي الثالث عشر من مارس 1899، التحق بالمدرسة الحربية، حيث تخرج في الحادي عشر من يناير 1905 برتبة رئيس أركان حرب مواصلًا التعلم في مدرسة أركان حرب.

## مسيرته العسكرية (1905-1918)

### فترة التأهيل

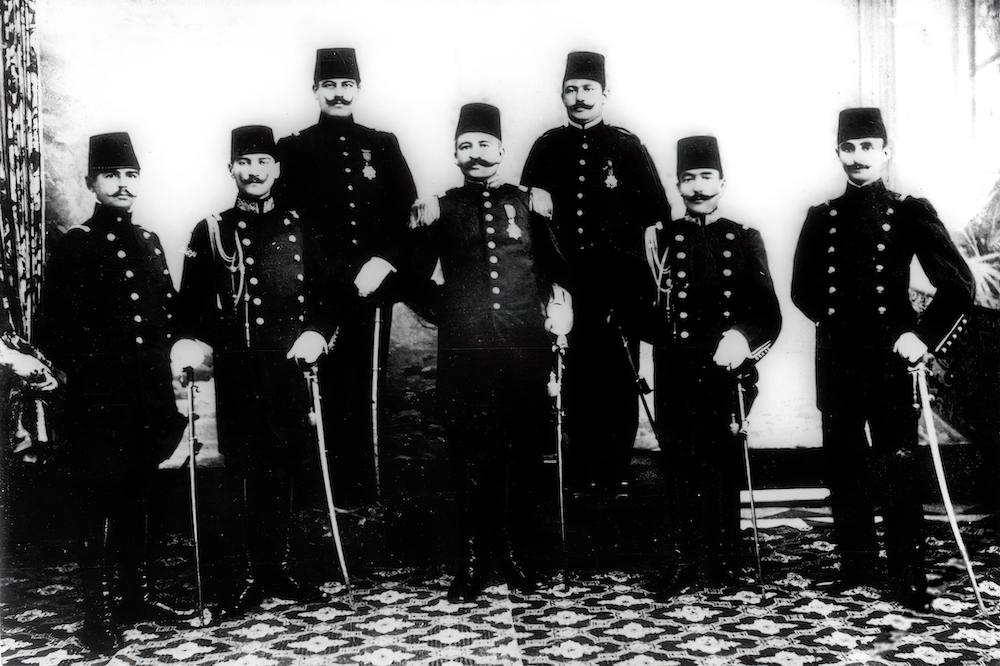
مصطفى كمال في دمشق مع أصدقائه في حزيران 1907.

اُرسل مصطفى كمال رئيس الأركان إلى الجيش الخامس القائم بالعاصمة دمشق وذلك عقب تخرجه من أجل التَدَرٌب. وهناك أثناء التدريب، كان له دور رئيسي في صفوف المدفعية والفرسان وسلاح المشاة. كان يعمل في الجيش الخامس تحت رئاسة لطفي مفيد بي. وأول تدريب له جرى الكتيبة الثلاثين لسلاح الفرسان. في ذلك الوقت كان مصطفى كمال شديد الاهتمام بالثورات المتعددة الناشبة في سوريا، على اعتبار كونه ضابطًا بالأركان تحت التَدَرٌب، وعلى إثر أحد هذه الحروب اكتسب خبرة كبرى. بعد أربعة أشهر من ردعه للثورات، عاد إلى دمشق. وفي شهر أكتوبر من عام 1906 ذهب إلى سالونيك دون تصريح من الجيش، وذلك بعد تأسيسه لجمعية الوطن والحرية مع الرائد لطفى بي، ومحمود بي، ولطفى مفيد بك، والطبيب العسكري مصطفى جانتكين، أقام هناك فرعًا جديدًا للجمعية. وبعد مدة عاد إلى يافا بمعاونة حسن بك الذي كان بمثابة أخ له، كما أنه توسط له لدى أحمد بك حيث عرض عليه أن يرسل مصطفى كمال إلى بروسبي القائمة على الحدود المصرية؛ وبالفعل عُين في بروسبي. بعد فترة أرسل مرة أخرى إلى دمشق للتَدَرٌب في سلاح المدفعية. وفي 20 يونيو 1907 أصبح نقيبًا ذا خبرة عالية. وفي 13 أكتوبر من العام نفسه عُين قائدًا للجيش الثالث. وفي فبراير من عام 1908 انضم لجمعية الاتحاد والترقي، وذلك عند وصوله إلى سالونيك وعلمه بانضمام فرع جمعية الوطن والحرية إلى جمعية الاتحاد والترقي. في 22 يونيو من العام نفسه عُين رئيس مفتشي الطرق الحديدية للمنطقة الشرقية الرومانية. وفي أعقاب إعلان المشروطية في 23 يوليو 1908، أرسلته جمعية الاتحاد والترقي إلى غرب طرابلس إحدى مدن ليبيا في نهاية عام 1908 وذلك من أجل بحث المشاكل الاجتماعية والسياسية ودراسة الأوضاع الأمنية. وهناك نشر أتاتورك بين الليبين أفكار ثورة 1908، وسعى في كسب الأجناس الأخرى القاطنين هناك إلى سياسة جون ترك، وبجانب هذه المهمة السياسية اهتم أيضًا بالوضع الأمني لشعب المنطقة. درّب العساكر على خطط تكتيكية حديثة باعتباره قائد الحامية العسكرية في بنغازي، وذلك من خلال الأعمال الحربية التي كانت تنفذ خارج البلدة. أثناء فترة التمرين حاصر منزل الشيخ منصور المتمرد ووضعه تحت سيطرته كي يكون عبرة لكافة القوى المعارضة للنظام في المنطقة. بالإضافة لذلك بدأ الجيش الاحتياطي في تنفيذ خطة لحماية أهالي المنطقة وما يحيط بها من مناطق ريفية. في الثالث عشر من يناير 1909 صار رئيس أركان حرب لفرقة رديف بسالونيك، وفي الثالث عشر من أبريل 1909 صار رئيس أركان حرب للوحدات العسكرية الأولى المتصلة بجيش الحركة الذي توجه إلى إسطنبول في 19 أبريل من العام نفسه بقيادة الأميرالاي محمود شوكت باشا، الذي توجه إلى هناك بعد اجتيازه مدينتي سالونيك وأدرنة لقمع عصيان 31 مارس الذي بدأ مع عصيان الكتيبة الثانية والرابعة للقناصة والتي تطورت أحداثها بتدخل قوات أخرى. وفيما بعد تقلد مناصب عدة منها رئاسة أركان حرب الجيش الثالث، ورئاسة مركز التدريبات العسكرية بالجيش الثالث نفسه، ورئاسة أركان حرب الفيلق الخامس، ورئاسة سلاح المشاة الثامن والثلاثين. وفقًا لكتاب ستيوارت كلاين «التسلسل الزمني للطيران التركي»، شارك مصطفى كمال في مناورات بيكاردي التي عقدت في فرنسا عام 1910. هنا، أُجريت رحلات تجريبية للطائرات المنتجة حديثًا. منعت علي رضا باشا مصطفى كمال، الذي أراد الانضمام إلى إحدى هذه الرحلات. ثم تحطمت تلك الرحلة التي تحطمت على الأرض أثناء العودة. على الرغم من أن بعض المصادر تزعم أن أتاتورك كان خائفًا من ركوب الطائرة بناءً على هذه القصة، إلا أن مؤلف كتاب كلاين يذكر أن أتاتورك استقل الطائرة بعد ثلاث مرات من الحادث.

### حرب العثمانية الإيطالية

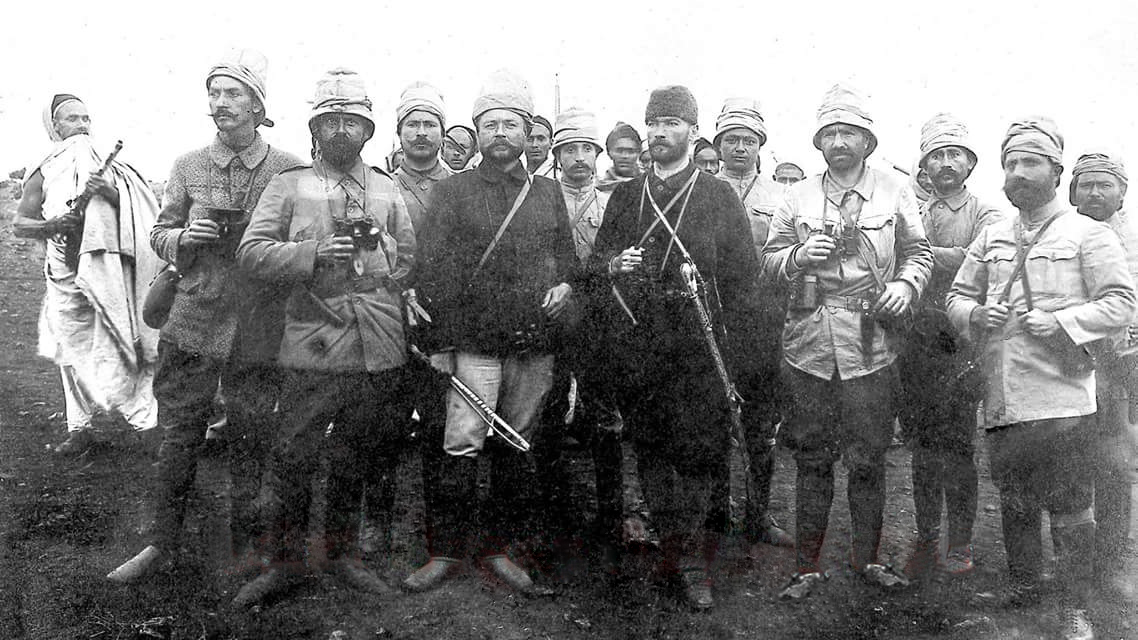
مصطفى كمال في طرابلس.

بدأت حرب العثمانية الإيطالية بهجوم الإيطالين على منطقة طرابلس في 29 ديسمبر 1911، وفي 27 نوفمبر 1911 شارك في هذه الحرب المقدم مصطفى كمال أتاتورك بصحبة ضباط آخرين أمثال الرائد أنور بي، وفؤاد، ونوري، والرائد فتحي. تحرك مصطفى كمال ومجموعته إلى بنغازي مرورًا بالقاهرة والإسكندرية في مصر. وفي 19 أكتوبر من العام نفسه، مرض مصطفى كمال بعد مدة من مغادرته الإسكندرية، في 22 ديسمبر حقق النصر بالقرب من «طبرق». أثناء الاعتداء العسكري الذي شُن في درنة في السادس عشر والسابع عشر من يناير عام 1912، أصيب مصطفى كمال في عينه حيث ظل شهرًا في المستشفى يتلقى العلاج. وفي 6 مارس عُين رئيسًا لقيادة أدرنة. على الرغم من مباحثات السلام التي بدأت في شهر ديسمبر من العام نفسه واستمرار الحروب الأهلية والصراعات، عاد مصطفى كمال وباقي الضباط إلى إسطنبول مع إيمانهم ورغبتهم في تحقيق السلام وذلك بسبب إعلان دولة «كارا داغ» شن الحرب على الدولة العثمانية في 8 أكتوبر، وأيضًا بدأت حرب البلقان.

### حروب البلقان
مع اندلاع حرب البلقان، انطلق مصطفى كمال إلى إسطنبول في 24 أكتوبر 1912، وفي 24 نوفمبر 1912 عُين مديرًا للفرقة البحرية بمضيق البحر الأبيض التي تتواجد في مركز بولاير. وهناك وفي هذه الحرب انهزم الجيش العثماني في مواجهة الجيش الرابع البلغاري الذي يرأسه الجنرال «ستيلان جوجيف كوفاجيف». خلال حرب البلقان الثانية التي بدأت في يونيو عام 1913، احتلت الوحدات العسكرية التي يرأسها الجنرال «ستيلان جوجيف كوفاجيف» ديموتيقة وأدرنة.

### الحرب العالمية الأولى

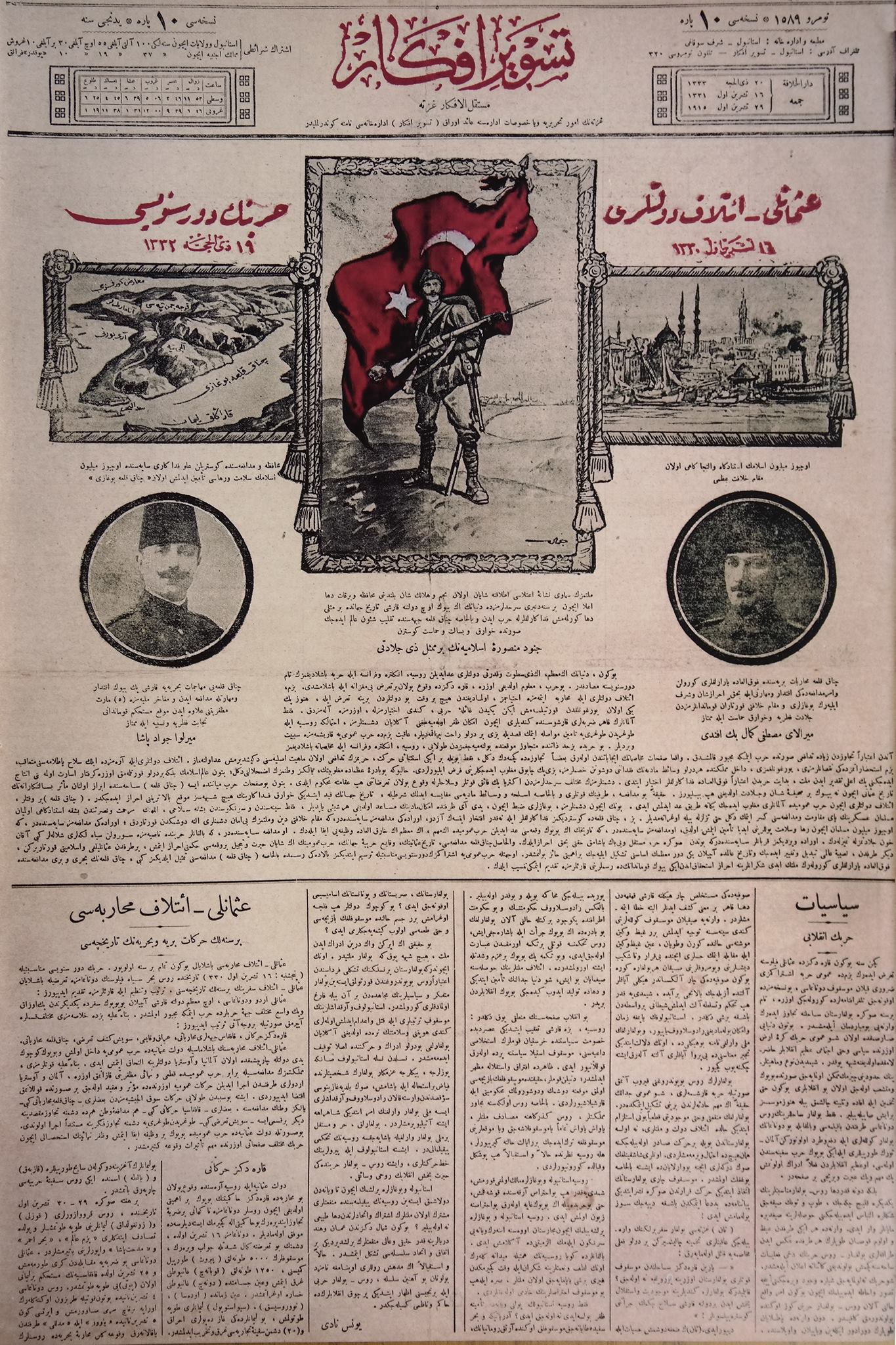
جواد باشا ومصطفى كمال بك، المدافعين عن الدردنيل: صورة وطنية لصحيفة «تصوير افكار» التركية، 29 أكتوبر 1915.

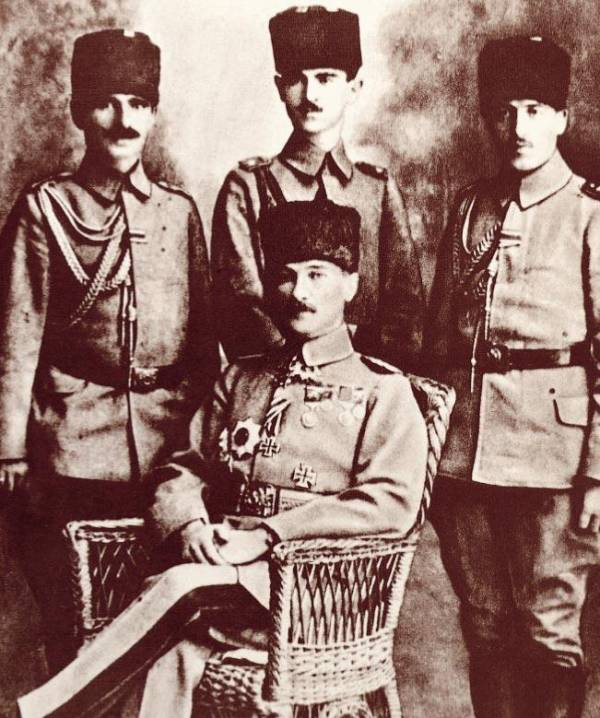
مصطفى كمال باشا، حينما كان قائد الجيش (1918).

في 28 يوليو 1914 بدأت الحرب العالمية الأولى ودخلت الدولة العثمانية في حرب منذ 29 أكتوبر 1914. وفي 20 يناير 1915 عُين مصطفى كمال قائدًا للفرقة 19 التي كانت ستؤسس في منطقة تك فور داغ بقيادة الفيلق الثالث. ظلت الفرقة 19 فرقة احتياطية في منطقة «اجا آبط» بقرار من قيادتها وذلك في 23 مارس 1915. ثم في 25 أبريل 1915 اندلعت حرب جناق قلعة بسبب التصريحات التي أعلنها ائتلاف الدول تجاه جاليبولي وبناء على هذا النجاح نال تقدير المشير أوتو ليمان فون ساندرز قائد الجيش الخامس وحصل على رتبة أميرالاي في 1 يونيو 1915.
عقب الهجوم الذي شنه الإنجليز على مدينة «سوفلا كورفاز» في شهر أغسطس، قام «اوتوليمان» بتسليم قائدهم في مساء الثامن من الشهر نفسه ذلك القائد المحتل لمنطقة «آنافارتالار». وفي التاسع والعاشر من أغسطس أحرز نصرًا لهذه المنطقة. وعقب ذلك النصر توالت انتصارات آخرى؛ حيث انتصر في موقعة «كريتش تابا» في 17 أغسطس، والانتصار في معركة «آنافارتالار» في 21 من الشهر نفسه. صورت صحافة إسطنبول للعامة أن كلًا من الأميرالاي مصطفى كمال بك وروشن أشرف بك هما بطلان في معركة «آنافارتالار». وفي 14 من يناير 1916 عُين قائد الفيلق السادس عشر، الفيلق الذي اُرسل من جاليبولي إلى أدرنة. وخلال الشهرين اللذان بقي فيهما في أدرنة عمل على تمويل الفيلق واسترداد قواه وتدريبه. وفي 16 فبراير قامت القوات العسكرية الروسية الموجودة على الجبهة الشرقية بصد هجوم الجيش الثالث العثماني والاستيلاء على ارذروم. احتلت مدنا أخرى مثل «بليتس، موش، وان، هاكاري» وذلك في 13 مارس. وفي 15 مارس اُرسل الفيلق الثالث إلى ديار بكر برئاسة العقيد مصطفى كمال لدعم الجيش الثالث. حمل مصطفى كمال على عاتقيه مسؤولية كبرى نظرًا لرتبته. أثناء تواجده في ديار بكر في 1 أبريل 1916 رُقّي إلى رتبة فريق، ونال لقب باشا. أصدر مصطفى كمال أمرًا بالتراجع التكتيكي -وفقًا لخطه تكتيكية- وبهجوم مفاجئ حرر منطقة موش من احتلال القوات الروسية وحقق السيادة الاستراتيجية للقوات العسكرية العثمانية؛ نال مصطفى كمال ميدالية السيف الذهبية لاحرازه هذا النصر على جبهة كافكاس. وفي شهر أغسطس حرر منطقتي موش وبليتس من الاحتلال نهائيًا. أثناء تواجد مصطفى كمال في ديار بكر، أصدر أمرًا بشن انقلاب ضد حكومة يعقوب جميل، وكان هذا الأمر بمثابة القضاء على الحرب. فالطريق الوحيد للتحرر هو الضغط على حكومة بابي علي وتغيير وكيل القائد الأعلى ووزير الحربية وذلك بإحداث انقلاب ضد الحكومة وجعل مصطفى كمال وكيل القائد الأعلى ووزير الحربية في آن واحد. أخبر أحدهم أنور باشا بتلك المؤامرة؛ وبناءً على ذلك قُتل يعقوب جميل رميًا بالرصاص. ويذكر مصطفى كمال في مذكراته التي سردها ل«فالح رفقي آتاي» رئيس إحدى الفرق العسكرية في ذلك الوقت: «شُنق يعقوب جميل؛ والسبب أنه قال لا سبيل للتحرر طالما أني لست وكيل القائد الأعلى ووزير الحربية، ولهذا قمت بمعاقبته كأول عمل أقوم به عند ذهابي إلى إسطنبول. ليتني رجلًا تبوأ رئاسة السلطة من قبل هذا وأمثاله، لكني لم أكن هذا الرجل». في يونيو عام 1918 ذهب إلى فيينا وكارلسباد لتلقي العلاج هناك وعاد في 2 أغسطس إلى إسطنبول وذلك إثر وفاة السلطان محمد رشاد واعتلاء السلطان وحيد الدين محمد السادس العرش. وفي الخامس عشر من الشهر نفسه اُرسل إلى الجبهة الفلسطينية باعتباره قائد الجيش السابع وبذلك صار المرافق العسكري للسلطان في 20 ديسمبر 1918 أعرب مصطفى كمال باشا عن رغبته في عقد هدنة، موضحًا ذلك في تلغراف أرسله إلى ناجى بك المرافق العسكري للسلطان وحيد الدين محمد السادس معلنًا فيه أن جماعة جيوش يلدرم لن تبقى الدرع الأساسي في الحرب بالإضافة إلى رغبته في أن يوكل نفسه في الحكومة الجديدة وزيرًا للحربية ونائبًا للقائد الأعلى. وعقب ذلك في 6 أكتوبر تخلى عن قيادة الجيش السابع. في 19 ديسمبر شنت قوات الاحتلال البريطانية بقيادة إدموند ألنبي هجومًا؛ مما أثقل العبئ على الجيش الثالث أحد جيوش جماعة يلدرم. وفي الحادي من أكتوبر استولى الإنجليز على الشام ثم حلب وفي 25 من الشهر نفسه. ردع مصطفى كمال الجيوش البريطانية في حلب ونجح في إنشاء خط دفاع. وفي 30 أكتوبر 1918 وقّع هدنة مودروس، وفي ظهيرة اليوم التالي أقام مسيرة. وبتطبيق المادة 19 من عقد صلح مندورس، كُلف مصطفى كمال باشا برئاسة مجموعة جيوش يلدرم بعد أن نُزعت رئاستها من قائدها السابق أوتو ليمان فون ساندرز، إلا أنه في 7 نوفمبر أُلغي الجيش السابع ومجموعة جيوش يلدرم. وفي 10 أكتوبر 1918 انطلق من أضنة إلى إسطنبول تاركًا قيادة وحدات يلدرم العسكرية إلى نهاد باشا قائد الجيش الثاني. في 13 نوفمبر وصل إلى محطة حيدر باشا القائمة في إسطنبول. وأثناء عبوره من حيدر باشا إلى إسطنبول رأى الأساطيل الحربية للعدو في المضيق، فقال عبارته الشهيرة «سيعودون بخفي حنين» (سيعودون كما جاؤا). أصدر فتحى بك برفقة كل من أحمد عزت باشا وأحمد توفيق باشا جريدة المنبر ذات الرأي المعارض وذلك لمباشرة الأوضاع السياسية.

## المعركة الوطنية (1919-1923)

### التنظيم

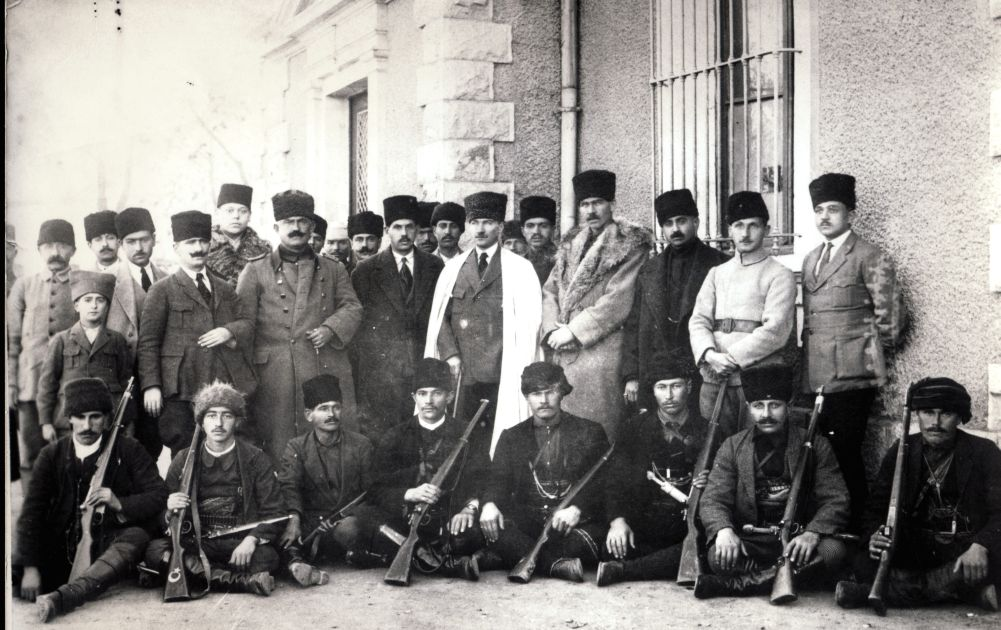
مصطفى كمال ومليشياته أمام المبنى الرئيسي للمحطة، الذين كانوا في طريقهم إلى تمرد يوزغات في يونيو 1920.

في الثاني من فبراير عام 1919 أُرسل جمال باشا المرسينلى إلى الأناضول لتنظيم الجيوش العثمانية في الجبهة الشرقية، وذلك وفقًا لبنود الهدنة.
أمر الأتراك الموجودون على الجبهة الشرقية بالتسلح وقتل المسيحيين؛ وبناءً على ذلك شرعوا في اتخاذ الإجراءات اللازمة. كلف السلطان وحيد الدين محمد السادس مصطفى كمال باشا بقمع الاحتجاجات محددة الأهداف ضد قوات الاحتلال وحماية المسيحيين قاطني الولايات الست وذلك بإعطائه كافة الصلاحيات
..................... «لقد بذلت الغالي والنفيس لخدمة الوطن، والآن يُسجل هذا على صفحات التاريخ. إمح ذلك من ذاكرتك فالأهم هو المهمة التي ستنفذها. بإمكانك تحرير البلاد برمتها.» وفي التاسع عشر من مايو 1919 تحرك مصطفى كمال إلى سامسون مع كل من رفعت بك ومحمد عارف وهسرف بك. وعقب صلح مندروس بدأت انتفاضات منظمة في الأناضول على هيئة مليشيات وطنية. وفي الثاني والعشرين من يونيو من العام نفسه أعلن مصطفى كمال مع روؤف بك وكاظم كارابكر باشا ورفعت بك وعلي فؤاد باشا «أن الشعب سينال استقلاله بالثبات والعزم» وذلك ما نُشر في أماسية. شارك في مؤتمر الدفاع عن حقوق مدن الشرق الذي نظمه كاظم كارابكير باشا في أرضروم. وبإصرار أعضاء المؤتمر استقال من منصب قيادة الجيش العثماني وتبوأ رئاسة المؤتمر. ولتطبيق قرارات مؤتمر سيواس الذي انعقد فيما بين الرابع والحادي عشر من ديسمبر 1919، تشكلت هيئة نيابية تولى مصطفى كمال رئاستها. في السابع والعشرين من الشهر نفسه انتشر هذا الخبر في أرجاء الأناضول ولقي حفاوة كبيرة. وفي الثالث والعشرين من أبريل عام 1920 اُفتُتح المجلس الأمة التركي الكبير في أنقرة وذلك بسبب قمع قواتِ الاحتلال نوابَ المجلس العثماني في مارس من العام نفسه، واعتقال سفراء النوايا الحسنة. وقع الاختيار على مصطفى كمال باشا لرئاسة الحكومة والمجلس باعتباره سفير أرضروم.

## السلام

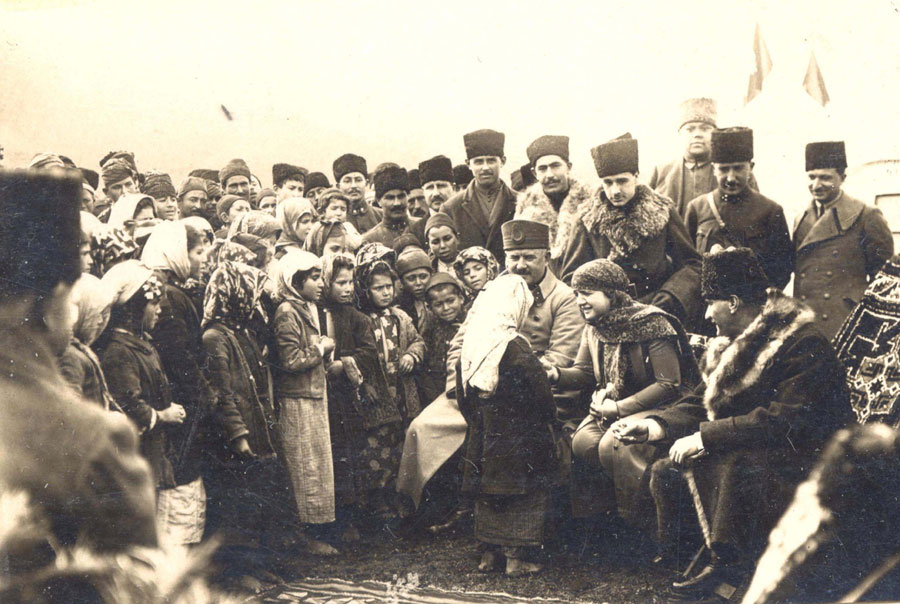
كاظم كارا بكير باشا، ولطيفة هانم، ومصطفى كمال باشا في قرية إرغاما في طريقهم إلى إدرميت في 8 فبراير 1923.

انتهت حرب الاستقلال بميثاق لوزان الذي عُقد في الرابع والعشرين من يوليو عام 1923. أصبح هذا الميثاق قيد التنفيذ بميثاق سيفر، وطبقًا لنصوص ميثاق لوزان اُسست الجمهورية التركية. وعقب الصراع القومي ظهرت في تركيا إدارة يرأسها زعيمان. ألغى مجلس الأمة التركي الكبير السلطنة العثمانية في الحادي من نوفمبر عام 1922، وبذلك قضت على الكيان القانوني لحكومة إسطنبول حيث أُقصيَ وحيد الدين عن العرش. في مقابلة مع صحفيين من إسطنبول في قصر إزميد هونكار في 16 يناير 1923، عندما سُئل رئيس تحرير «واكيت»، أحمد أمين بك، عن القضية الكردية، قال: «بدلاً من تخيل الكردية في إنه حق خاص به، إنه بالفعل نوع من الشكل يتوافق مع قانوننا التنظيمي. ستُشكل الحكم الذاتي المحلي»، كان حريصًا على عدم إعطاء مكانة خاصة للأكراد. في 8 أبريل 1923 حدد مصطفى كمال اتاتورك قواعد دستور «دوكوز عمدة» وأسس الحزب الشعبي الذي كان حجر الأساس للنظام الجديد. كان للحزب الشعبى حق المشاركة في انتخابات المجلس الثاني الذي عُقد في أبريل. حدد مصطفى كمال مرشحي الحزب بصفته الرئيس العام له. تبوأ فتحى بك منصبي رئيس الوزراء ووزير الداخلية في نفس اليوم من الخامس والعشرين من أكتوبر لعام 1923، إلا أنه أشار إلى أنه ترك منصب وزير الداخلية. احتل أيضًا علي فؤاد باشا رئاسة المجلس في اليوم نفسه، إلا أنه انفصل عن منصبه لتعيينه مفتشًا للجيش. حصل نائبي الشعب المعارضين لمصطفى كمال الانتخابات التي عقدت لهاتين المقعدين؛ فاختير رؤوف بك لمنصب رئاسة المجلس الثاني، وسابط بك لمنصب وزارة الداخلية. في السادس والعشرين من أكتوبر لعام 1923 طلب مصطفى كمال – الذي لم يسعد من هذا الوضع – من رئيس الوزراء فتحى بك أن يُقيل الحكومة باستثناء رئيس أركان حرب فوزى باشا، كما أمر بعدم قبول المستقيلين في أي منصب حتى لو اختيروا مرة أخرى. وبالتالي ظهرت أزمة في الحكومة وأعلن أن أعضاء مجلس الوزراء الجدد سيُختارون يوم التاسع والعشرين من أكتوبر. وطبقًا لهذه التطورات قرر مصطفى كمال حل الوضع من جذوره؛ ففي ليلة الثامن والعشرين من أكتوبر لعام 1923 دعا عصمت باشا وبعض الشخصيات إلى اجتماع في تشانكايا وأعرب قائلآ «سنُعلن إقامة الجمهورية غدًا»، وبعد انصراف المدعوين أبقى عصمت باشا وأعدا معًا لائحة من شأنها إحداث تغيير في تشكيل القانون الأساسي. وفي يوم الاثنين التاسع والعشرين من أكتوبر عام 1923 عقد في مقر الحزب الشعبي اجتماع لمناقشة كيفية تأسيس مجلس وزراء. عندما فشلت المساعي لحل المشكلة، اضطر مصطفى كمال عرض أفكاره، فأوضح أن الطريق الآمن لعبور هذه الأزمة هو تغيير الدستور. قدم مصطفى كمال للحزب الشعبي خطة من شأنها إعلان الجمهورية. بعد قبول رئاسة الحزب الخطة (المشروع) عقدت اللجنة العامة لمجلس الأمة التركي الكبير اجتماعًا في الساعة السابعة إلا الربع من مساء اليوم نفسه. وفي الساعة العاشرة والنصف من مساء الإثنين التاسع والعشرين من أكتوبر لعام 1923 اُعلنت الجمهورية التركية وسط تصفيق نواب مجلس الأمة التركي الكبير وهتافات تحيا الجمهورية التركية.

## رئاسة الجمهورية (1923-1938)

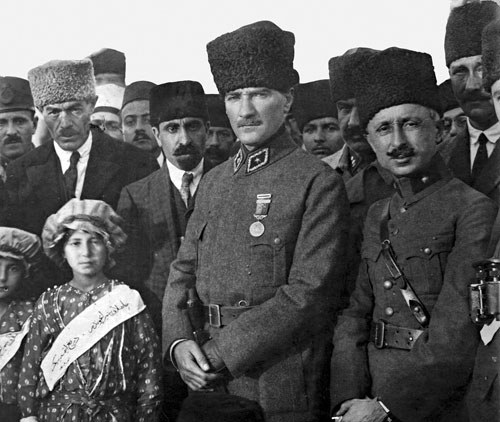
الرئيس غازي مصطفى كمال في عام 1923.

انتخب مصطفى كمال – نائب مدينتي بالا – كأول رئيس ل الجمهورية التركية بتصويت 158 نائبًا ممن شاركوا في الانتخابات الرئاسية التي جرت عقب الإعلان الجمهوري. أجرى أتاتورك عدة تغييرات جذرية من شأنها إيصال تركيا إلى مستوى الحضارة المعاصرة. وطبقًا لدستور 1924، تبوأ مصطفى كمال منصب رئاسة الجمهورية ثلاث فترات أخرى (1927، 1931، 1935) وذلك بعد أن اختاره المجلس الأمة التركي الكبير رئيسًا في التاسع والعشرين من أكتوبر عام 1923. وفي فترة رئاسة أتاتورك توالى عصمت إينونو، وفتحى اوكيار، وجلال بايار على منصب رئاسة الوزراء. كان عصمت إينونو هو أكثر من ظل في هذا المنصب أطول فترة، وأكثر من شكل حكومات. من أبرز الحكومات التي شُكلت في ظل رئاسة أتاتورك: الحكومة الأولى للجمهورية التركية، الحكومة الثانية للجمهورية التركية، الحكومة الثالثة للجمهورية التركية، الحكومة الرابعة للجمهورية التركية، الحكومة الرابعة للجمهورية التركية، الحكومة الخامسة للجمهورية التركية، الحكومة السادسة للجمهورية التركية، الحكومة السابعة للجمهورية التركية، الحكومة الثامنة للحكومة التركية.

### السياسة الداخلية

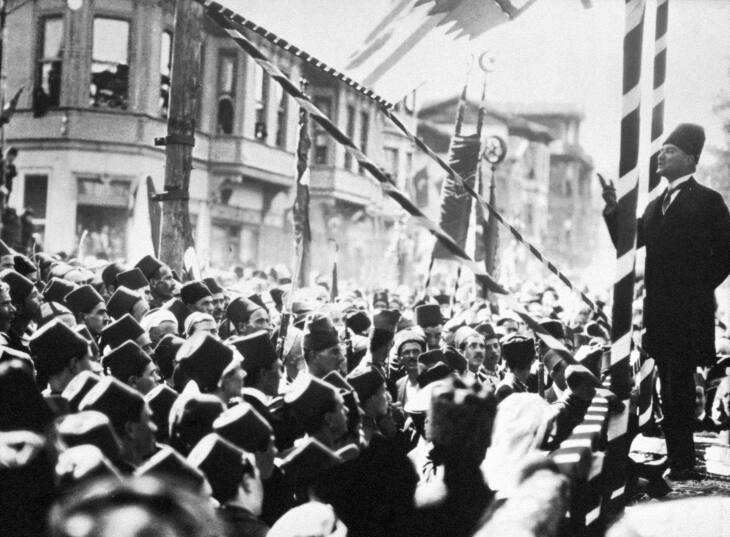
الرئيس غازي مصطفى كمال في عام 1924، خلال كلمة ألقاها في بورصة.

كان المبدأ الأساسي لمصطفى كمال هو الاستقلال التام للبلاد. وأوضح موقفه: «... نعني بالاستقلال التام بالطبع الاستقلال الاقتصادي والمالي والقضائي والعسكري والثقافي الكامل والحرية في جميع الأمور. والحرمان من الاستقلال في أي من هذه الأمور يعادل حرمان الأمة والبلد من كل استقلاله.»
كرئيس للجمهورية التركية المشكلة حديثًا، أطلق مصطفى كمال برنامجًا صارمًا للإصلاحات السياسية والاقتصادية والثقافية بهدف نهائي هو بناء دولة قومية حديثة وتقدمية وعلمانية. ألغى الخلافة العثمانية من بقايا النظام الملكي السابق، ونفى الأسرة العثمانية من تركيا. أخذ جميع المدارس تحت سيطرة الحكومة التركية وألغى الامتيازات الممنوحة للأجانب. ألغى الشريعة، وحظر تعدد الزوجات، واهتم بتغيير الثقافة الإسلامية السائدة في المجتمع إذ أغلق المدارس الدينية، وتبنَّى التقويم الميلادي في المعاملات الرسمية، وفي عام 1925م بدأ حملة ضد النساء المحجبات ثم أتبعها بتغيير الأحرف العربية إلى الأحرف اللاتينية، وأعطى المرأة حقوقًا متساوية بما في ذلك الحق في التصويت وشغل المناصب الحكومية. نفذ سياسة التأميم في الاقتصاد، وسياسة التفوق التركية المسماة «أطروحة التاريخ التركي» (Türk Tarih Tezi) في التأريخ، وسياسة التتريك ضد الأقليات العرقية. قام بتغيير أسماء الأماكن باللغات اليونانية، والأرمنية، والكردية، والزازكية، والعربية، والسريانية، واليزيدية، واللازية، والجورجية إلى اللغة التركية (مثل القسطنطينية أصبحت إسطنبول، سميرنا أصبحت إزمير، وأنغورا أصبحت أنقرة).
في عهد أتاتورك، بدأت عملية الاعتقال المعروفة باسم اعتقالات عام 1927، ووُضعت سياسة اعتقال واسعة النطاق ضد أعضاء الحزب الشيوعي التركي. حوكمت شخصيات سياسية شيوعية مثل حكمت كيفيلجيملي وناظم حكمت وشفيق حسنو وحكم عليهم بالسجن. بعد ذلك، في عام 1937، قرر وفد برئاسة أتاتورك فرض رقابة على كتابات كيفيلجيملي باعتبارها دعاية شيوعية ضارة.

#### جهود التحديث

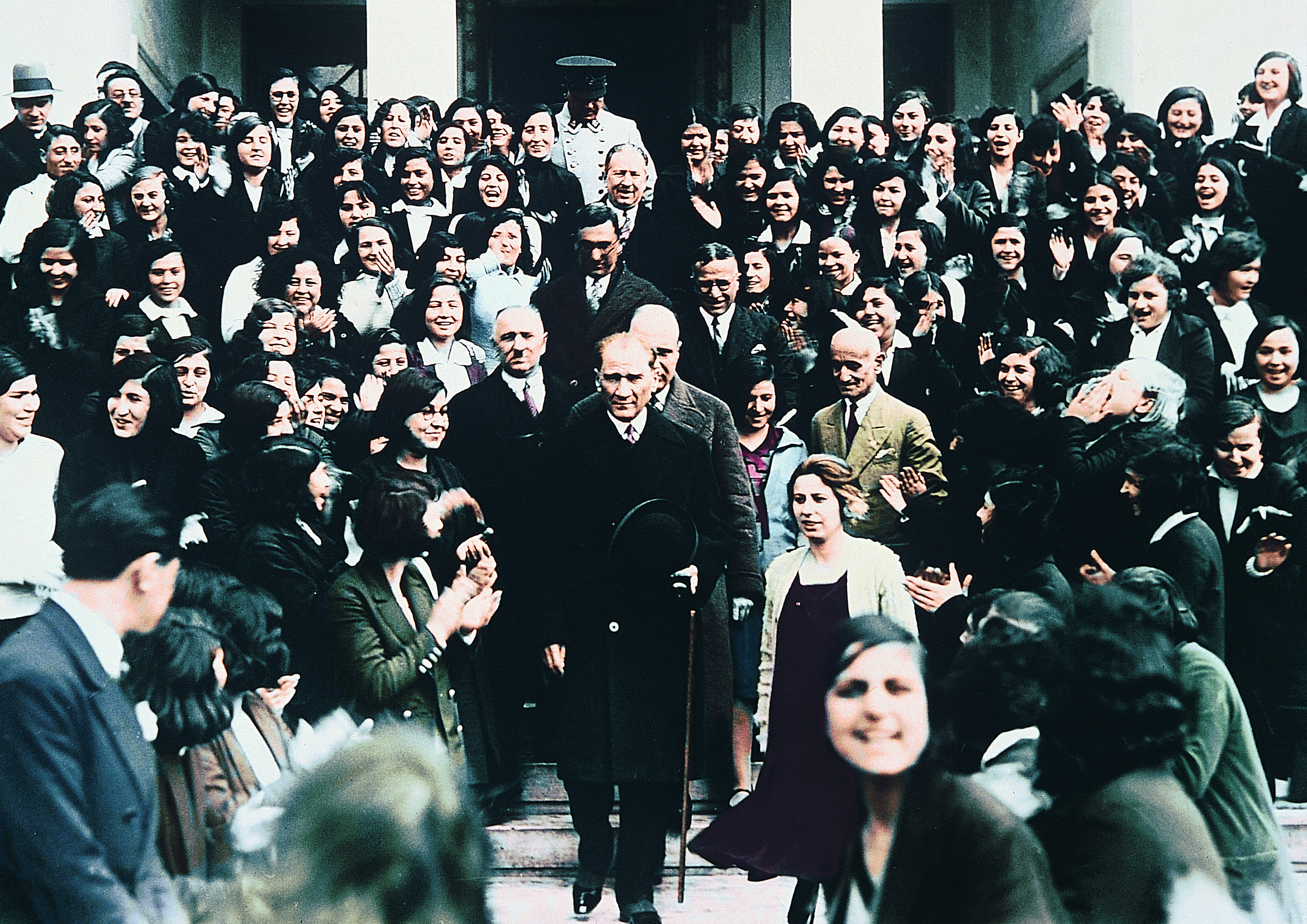
أتاتورك في المدرسة الثانوية إزمير في 1 فبراير 1931.

قاد إصلاحات واسعة النطاق في الجوانب الاجتماعية والثقافية والاقتصادية، وإنشاء العمود الفقري للجمهورية الجديدة من الهياكل التشريعية والقضائية والاقتصادية. على الرغم من أن البعض اعتبره في وقت لاحق مثاليًا كمنشئ لإصلاحات شاملة، إلا أن العديد من أفكاره الإصلاحية كانت شائعة بالفعل في الأوساط الفكرية العثمانية في مطلع القرن العشرين وعُبّر عنها بتعبيرًا أكثر انفتاحًا بعد ثورة تركيا الفتاة.
أنشأ مصطفى كمال لافتة للاحتفال بالتغييرات بين الحكم العثماني القديم والحكم الجمهوري الجديد. رُمّز كل تغيير سهمًا في هذا الشعار. يشار إلى هذه الأيديولوجية المحددة لجمهورية تركيا باسم «السهام الستة» أو الكمالية. الكمالية مبنية على مفهوم مصطفى كمال للواقعية والبراغماتية.

### الأحداث السياسية

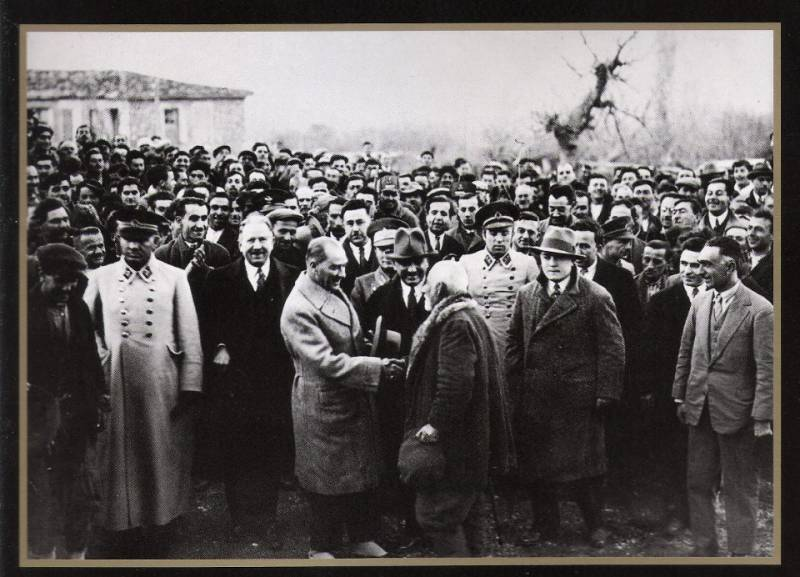
أتاتورك يتحدث مع أحد المدنيين في 30 ديسمبر 1931.

عقب إعلان الجمهورية، أسس (رؤوف بك - كاظم كارابكر باشا - رفعت باشا - علي فؤاد باشا) عدا مصطفى كمال - هؤلاء الأعضاء الأربع للكادر الخماسي الذي بدأ الصراع القومي - الحزب الراقي الجمهورى. أُغلق هذا الحزب مع إعلان حالة الطوارى «الأحكام العرفية» على إثْر حادث الشاب (ثورة الشيخ سعيد - ثورة الشرق) الذي جرى في مارس 1925. وفي عام 1926، كانت هناك محاولة لاغتياله في إزمير. وفي المؤتمر الثاني للحزب الشعبي الجمهوري الذي عُقد في أنقرة ما بين الخامس عشر والعشرين من أكتوبر عام1927، ألقى خطبة توضح تأسيس الجمهورية، وحرب الاستقلال.
تلك الخطبة التي تضمنت مفهوم حرب الاستقلال من الناحية الحربية، شكلت أساسًا للرؤية الرسمية المتعلقة بالصراع القومي الخاص بالجمهورية التركية، بالإضافة إلى أنها حملت خصيصة الحرب الكلامية تجاه القادة العسكريين والسياسيين، وهي الحرب التي شنها ونفذها (رؤوف بك - كارابكير بك مع مصطفى كمال لإشعال فتيل الصراع القومي. في عام 1927 تقاعد عن العسكرية برتبة مشير. وبتعديل الدستور حُذفت النصوص الدينية من المادة السادسة والعشرين من الدستور كافة، والتي تنص على أن الإسلام هو دين الدولة، كما أنها تحدد مهام ومسؤوليات المجلس الأمة التركي الكبير، بالإضافة إلى نزع كلمة الله من اليمين الجمهوري. وفي برنامج الحزب الشعبي الجمهوري لعام 1931، أُعن ذلك أحدَ العناصر الأساسية للحزب العلماني. في الثاني عشر من أغسطس عام 1930 اُسس الحزب الجمهوري الحر تكريمًا لفتحى بك الصديق المقرب لمصطفى كمال باشا، بهدف تحقيق حياة ديمقراطية وتقديم اقتراحات لحكومة عصمت باشا، ثم قام بضم أخته مقبولة هانم وصديق الطفولة والدراسة نوري بك لعضوية الحزب. إلا أنه في السابع عشر من نوفمبر عام 1930 أُغلق الحزب نتيجة لتخوف المتشددين من استغلالهم للحزب واستهداف الحزب لمصطفى كمال. قبل خوض هذه التجربة الديمقراطية، أقر قانون عقاب عسكري معتقدًا أن تدخل الجيش في السياسة سيُلحق الضرر بالشأن الديمقراطي؛ وطبقًا للمادة 148 من هذا القانون، مُنع كل من انتسب إلى الجيش من المشاركة في المظاهرات أو الاجتماعات السياسية أو من أن يكون عضوًا داخل حزب سياسي، كما مُنع أيضًا من التواجد في الندوات ذات المقاصد السياسية، كتابة مقالات سياسية وإلقاء خطب سياسية. في المؤتمر الذي عُقد في التاسع والعشرين من أكتوبر عام 1933، بمناسبة الذكرى العاشرة لتأسيس الجمهورية التركية، عُرض على المجتمع التركي وعلى العالم أجمع البنية الأساسية لهذه المنظمة، بالإضافة إلى الحديث عن المستقبل.

### الاقتصاد

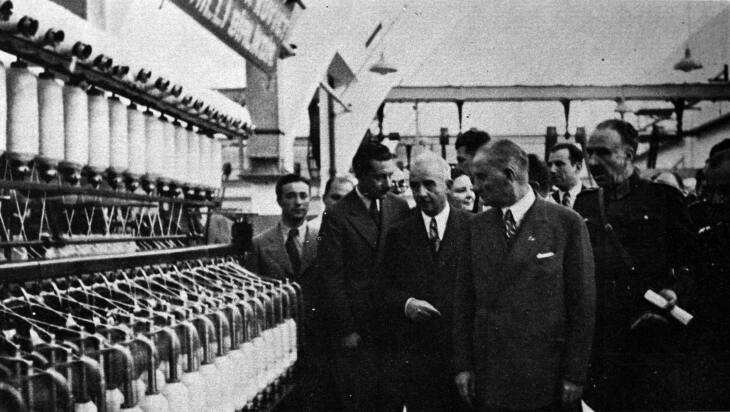
أتاتورك في مصنع في نازيللي (1937).

حرض أتاتورك على السياسات الاقتصادية لتطوير الأعمال الصغيرة والكبيرة، ولكن أيضًا لإنشاء طبقات اجتماعية (البرجوازية الصناعية إلى جانب الفلاحين في الأناضول) التي كانت غير موجودة فعليًا خلال الإمبراطورية العثمانية. كانت المشكلة الأساسية التي واجهتها السياسة في تلك الفترة هي تأخر تطوير المؤسسات السياسية والطبقات الاجتماعية التي ستقود هذه التغيرات الاجتماعية والاقتصادية. عهد أتاتورك – في ظل رئاسته – حقوق الملكية لكافة المواطنين وليس للإقطاعين فحسب، بالإضافة إلى أنه في الفترة مابين عام 1923 حتى عام 1938 عمل على تنمية متوسط الاقتصاد التركي بمعدل 7.5% سنويًا فارتفع الدخل القومى لتركيا من 3.62 وحدة لكل ألف حتى 6.52 وحدة لكل ألف. دعمت شركة أتاتورك المجمعاتِ الصناعية الكبيرة المدعومة من الدولة مثل بنك سومر (Sümerbank) بعد الأزمة الاقتصادية العالمية دعمًا متزايدًا. وقد دعم تطوير الصناعات الزراعية والنسيجية والآلات والطائرات والسيارات الوطنية. في عام 1935، تطورت تركيا إلى مجتمع صناعي قائم على نموذج أتاتورك الأوروبي الغربي. على الرغم من كل هذا، لم تغلق الفجوة بين أهداف أتاتورك والبنية الاجتماعية والسياسية للبلاد.

### السياسة الخارجية
في ظل رئاسة أتاتورك كان يُخيم على الوضع السياسي قضايا هامة أبرزها: قضية الموصل، وتبادل الأسرى مابين تركيا واليونان، وتركيا عضو في الجمعية القومية، كان مبدؤه "نحن أناس نعلم قدرنا وليس هناك ما يكبح طموحاتنا". اعتنق أتاتورك الفكر الذي يرتسمه الميثاق القومي مقابل التيارات إسلاموية والطورانية. تمسك أتاتورك باتفاقية لوزان - التي وُقّعت في الرابع والعشرين من يوليو عام 1923 - باعتبارها عنصرا مميزا حيث أنها تبرز حدود الجمهورية التركية بروزًا واسعًا، كما أنها تمنح امتيازات على المستوى الاقتصادي لا يمكن التنازل عنها. وبالنظر في عمق التاريخ يتبين أهمية تمسك أتاتورك باتفاقية لوزان، حيث أنها الاتفاقية الوحيدة التي لا زالت سارية منذ تلك الفترة وحتى الآن، كما أن الإجراءات التي طبقها أتاتورك على السياسة الخارجية تحمل صفة قومية تمامًا، فهي ذو خصيصة أساسية يُحتذى بها حتى يومنا هذا. ظل أتاتورك -الذي تربى في وسط عسكري منذ مرحلة التعليم الوسطى، والذي شارك في العديد من الحروب- يسعى نحو تحقيق السلام؛ حيث أن مقولاته "نحن نرى أن أول وأهم شرط لتطور الوضع السياسي الدولي هو توحيد الأمم حول مبدإ تحقيق السلام.

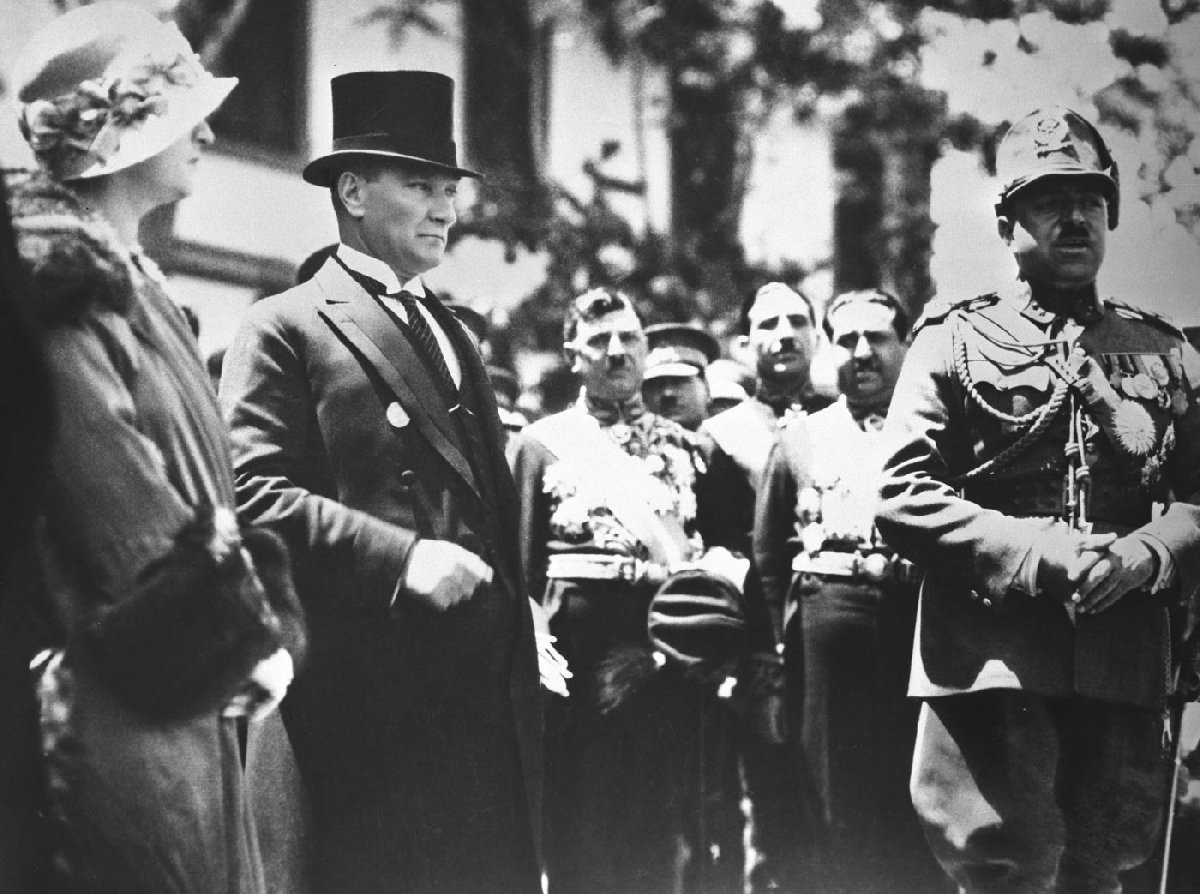
مصطفى كمال أتاتورك في أنقرة مع ملك أفغانستان، أمان الله خان (1928).
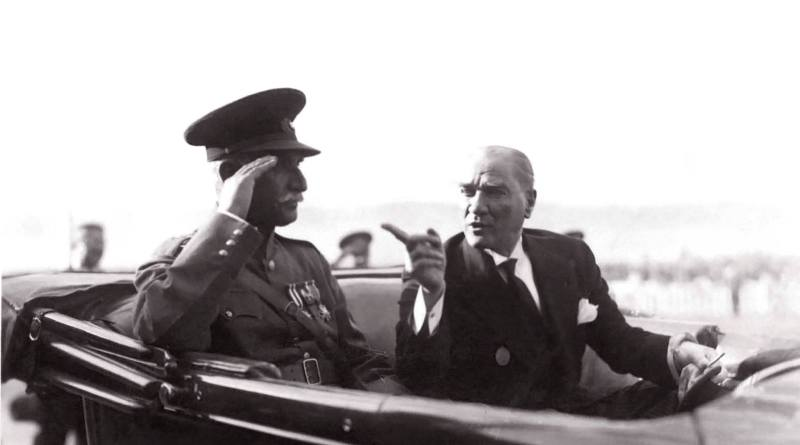
أتاتورك ورضا بهلوي في أنقرة (1934).
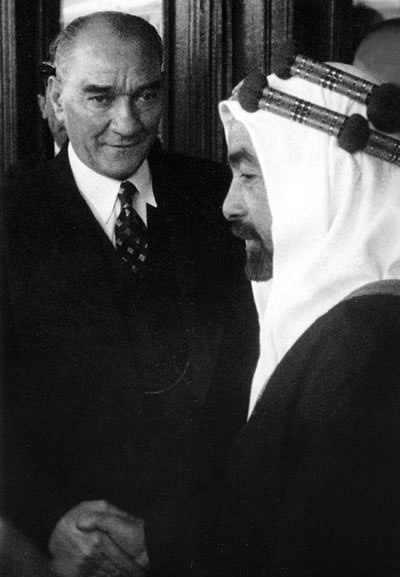
أتاتورك في لقاء مع الملك عبد الله الأول بن الحسين (1937).

## حياته الخاصة

### محل ميلاده
ولد مصطفى كمال في منزل مكون من ثلاثة طوابق به ثلاث حجرات مزين باللون الوردي، وهو المنزل الكائن في شارع اصلاح خان – حى كوجا قاسم باشا.في الوقت الحالي أصبح هذا المنزل متحفا عظيمًا. يُذكر ذلك الحي في كتاب شرف الدين توران حيث يقول «إنه ولد إما في حي أحمد سوباشى أو في حي هاتونيا كوجا قاسم باشا». إلا أن قول فرحات بابور حفيد السيدة رُهية الأخت الغير شقيقة لأتاتورك ينفى ذلك، فيقول إن مبنى قنصلية سالونيك الذي يشتهر بأنه المنزل الذي ولد فيه اتاتورك ليس هو ذلك المنزل بل هو منزل الزوج الثاني لزبيدة هانم، أي أنه منزل رجب بك زوج والدة أتاتورك.

### اسمه
تكثر الادعاءات المختلفة حول انتساب لقب كمال إلى اسم مصطفى؛ فيقول عفت عنان أن معلم الرياضيات مصطفى أفندي منحه هذا اللقب لما رأى فيه من نضجٍ وكمال. أما علي فؤاد جبسوى فيقول إن معلم الرياضيات قد منحه ذلك الاسم كي يُميزه من نفسه. بينما يقول اندرومانجو كاتب السيرة الذاتية لأتاتورك إن أتاتورك لقب نفسه بهذا الاسم لوجود «الكمال» في اسم نامق كمال. وفيما بين عام 1922 حتى عام 1934 لُقب مصطفى كمال بمصطفى كمال المحارب أو الغازي فحسب، كما أنه لقب نفسه بأتاتورك أي «سلف الاتراك»، وذلك طبقًا لقانون رقم 2587 الصادر من مجلس الأمة التركي الكبير في الرابع والعشرين من نوفمبر عام 1934، وطبقًا لنفس القانون لا يجوز استحواز لقب أتاتورك أو استخدامه. وفي عام 1935 غير أتاتورك اسمه من كمال إلى كَمَال؛ فاسم كَمَال في اللغة التركية القديمة يأتى بمعنى الحصن العظيم.

### هواياته

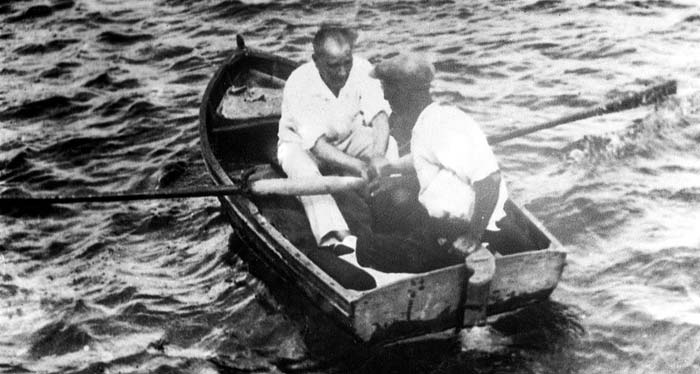
أتاتورك على زورق التجديف (1934).

كان مصطفى كمال عاشقا للسباحة وركوب الخيل والرقص وسماع الموسيقى والقراءة. كان يسعد بلعب الطاولة والبلياردو، كما كان يهتم بألعاب القوى والمصارعة والأغاني الشعبية الروملي. كان يعتني بكلبه فوكس وحصانه الذي لقبه باسم سقاريا. كان له مكتبة غنية بالكتب القيمة، وكثيرًا ما يدعو الأصدقاء ورجال العلم والفنانين ورجال الدولة إلى قصر تشانكايا، مجتمعين على مائدة الطعام لبحث مشاكل الدولة. كان يهتم بلباسه نظيفًا مُهندمًا. كان مولعا بالطبيعة؛ فكثيرًا ما كان يذهب إلى مزرعة غابات مُشاركًا في الأعمال التي تُقام هناك والتي من شأنها تطوير الزراعة للأفضل. كان يعلم اللغة الفرنسية بدرجة جيدة، أما إدراكه للغة الألمانية فكان ضعيفًا.

### علاقاته الشخصية

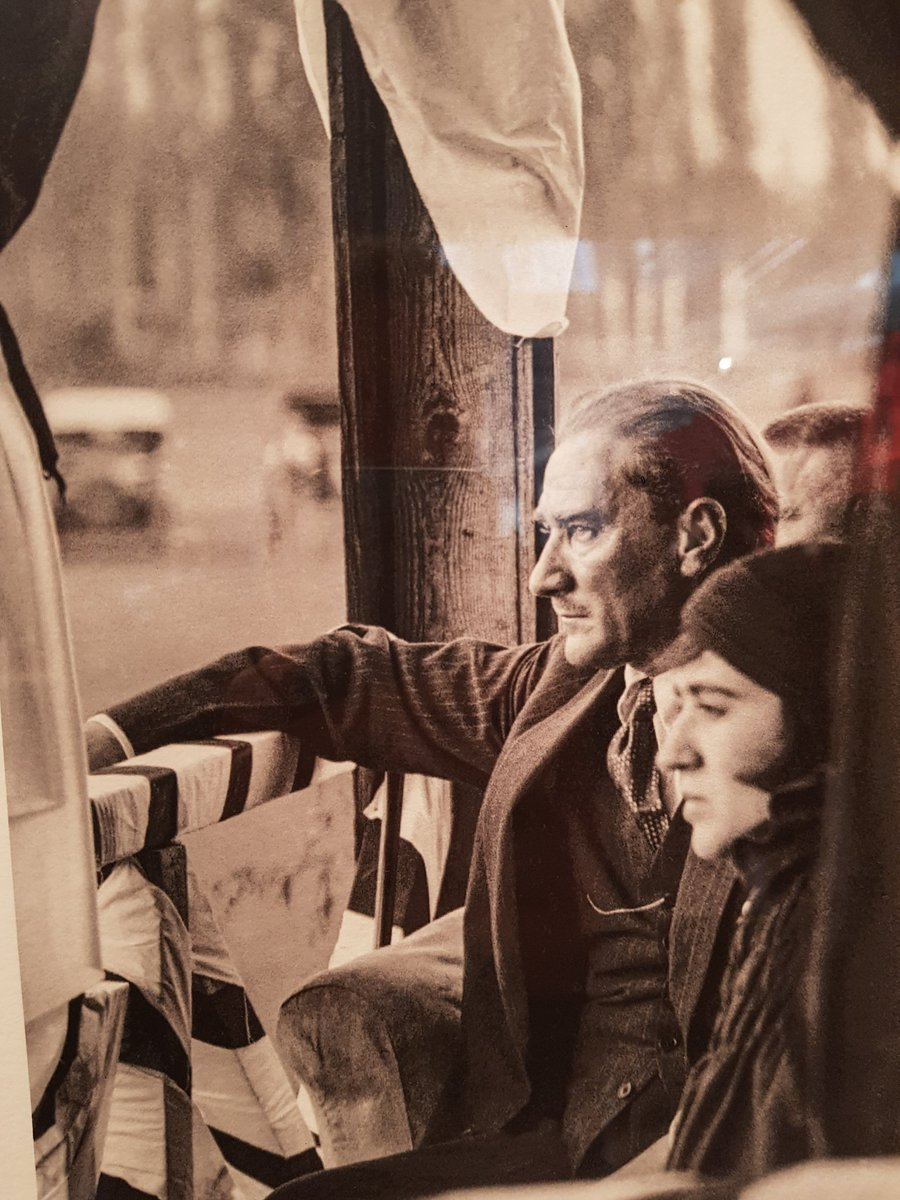
أتاتورك وابنته بالتبني رقية إركين (1926).

رُزق علي رضى بك وزبيدة هانم بستة من الأبناء وهم فاطمة [م 1872 - ت 1875]، وأحمد [م 1874 – ت 1883]، وعمر [م 1875 – ت 1883]، ومصطفى [م 1881 – ت 1938]، ومقبولة (بويسان / اتادن) [م 1885 – ت 1956]، وناجية [م 1889 – ت 1901]. توفيت فاطمة عن عمر يناهز أربع سنوات، ثم توفي أحمد عن عمر تسع سنوات، ثم تلاه عمر وهو في الثامنة من عمره، وذلك بسبب مرض الخُناق -أحد الأمراض الوبائية في تلك الفترة- الذي اُشتهر في ذلك الوقت باسم مرض الدفتيريا. أما أخته الصغرى ناجية توفيت بعد إصابتها بمرض الدرن وهي في الثانية عشر من عمرها، وذلك في العام نفسه الذي أنهى فيه مصطفى كمال المدرسة الحربية. أما مقبولة هانم فظلت على قيد الحياة حتى عام 1956. ويروي كل من مقبولة اتادن وصالح بوذوك أن مصطفى وهو في سن الثانية عشر عشق «مُجان» ابنة المقدم رقى الدين وهي في الثامنة من عمرها. وتصرح مقبولة بأن عشقه الثاني كانت خديجة إلا أن والدتها أنهت هذه العلاقة بتدخلها. وعقب ذلك عشق أمينة ابنة القائد العسكري السالونيكي شوقي باشا وهي في الثانية عشر من عمرها، وذلك أثناء تعليمه مادة الرياضيات لها. وبالإضافة لذلك وأثناء تواجده في سالونيك عشق آلينى ابنة التاجر الروماني افطيم كارينتا؛ إلا أن ذلك لم يُثبت بحجة. في فترة الصراع القومي كانت السيدة زبيدة تعيش مع السيدة فكرية ابنة أخت / أخ رجب بك زوجها الثاني في قصر تشانكايا القديم، وبعد أن اُرسلت فكرية هانم إلى ألمانيا تزوج مصطفى كمال من لطيفة هانم ابنة السيد اوشاكى ظادا أحد أثرياء إزمير وذلك في التاسع والعشرين من يناير عام 1923. وفي عام 1924 نشب شجار بينه وبين زوجته، فأرسل إلى عصمت باشا تلغراف من ارزروم يبلغه فيه بأنه ينوي الانفصال، إلا أنه وبعد فترة صغيرة تراجع عن أمر الانفصال بسبب تدخل مُرافقيه العسكريين صالح بك وكلتش على بيه للتوفيق بينهما. استمر هذا الزواج حتى الخامس من أغسطس عام 1925. كان لمصطفى كمال أبناء بالتبني وهم عبد الرحيم تونجاك، وعفيفة، وزهرة، ورقية إركين، ونبيلة اردلب، وصبيحة جوك تشن، وعفت عنان، وسغرت ماتش مصطفى، واولكو اداتبا. في عام 1916 العام الذي نالت فيه بلتس استقلالها من الاحتلال الروسي على يد الأميرالاي مصطفى كمال قائد الفيلق السادس عشر، تبنى عبد الرحيم الذي بقي وحيدًا بعد أن فقد كل أفراد عائلته في الحرب. أرسل مصطفى كمال عبد الرحيم إلى إسطنبول حتى يتلقى الرعاية بجانب والدته زبيدة هانم وأخته مقبولة. زهرة ايلن أو زهرة محمد توفيت عام 1936 وذلك أثناء سفرها من لندن إلى باريس بقطار الدرجة الثالثة (قطار اكسبريس)، سقطت منه بالقرب من مدينة أميان وفقدت حياتها. أما صبيحة جوتشن فكانت أول امرأة تركية تعمل بمهنة الطيران، بل كانت أول امرأة تصبح قائد سلاح الطيران في الحرب على مستوى العالم.

### حب الطبيعة
تعلق أهمية على حصانه "ساكاريا" وكلبه "فوكس". كما كان مرتبطًا ارتباطًا متسلسلًا بالحفاظ على القط الانجورا التركى بعد أن زعم مقال في مجلة ريدرز دايجست التركية أن أتاتورك قال "سيعض خلفه على كاحله قطة بيضاء غريبة العينين.
أسس أتاتورك مزرعة الغابات في أنقرة في عام 1925. أراد أن يكون لديه مزرعة حديثة في ضواحي العاصمة بما في ذلك المشتل للناس. طورت مزرعة الغابات برنامجًا لإدخال الثروة الحيوانية والبستانية المستأنسة في عام 1933. ونتيجةً لاهتمام الأطفال بالحيوانات، شارك أتاتورك في تطوير برنامج أصبح يُعرف باسم «حديقة حيوان أنقرة». وقد أعطت حديقة الحيوانات الحديثة التي استغرقت 12 عامًا من صنعها، الأولى من نوعها في تركيا، فرصة للناس لمراقبة الحيوانات خارج حدود السيرك والمعارض. أتاتورك، مع أصغر ابنته بالتبني أولكو يقضي وقته في مزرعة الغابات وخلال مراحل تطوير حديقة الحيوان حتى توفي في عام 1938. كان الافتتاح الرسمي في عام 1945.

### ديانته

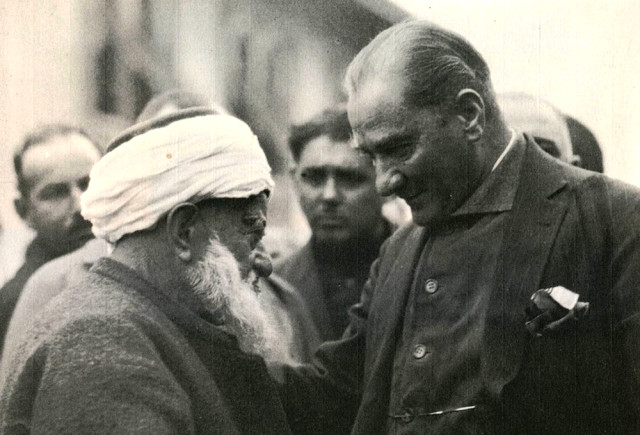
مصطفى كمال أتاتورك ورجل دين (1930).

هناك جدل حول معتقدات أتاتورك الدينية. أكد بعض الباحثين أن خطاباته حول الدين دورية وأن آرائه الإيجابية المتعلقة بهذا الموضوع محدودة في أوائل العشرينات. خطاباته الشخصية إضافة إلى المصادر التركية تثبت أنه مسلم متدين، وكان قد وصف الإسلام بأنّه «ديننا الأعظم (أي بالنسبة للتُرك)»، ووصف القرآن بأنه «عظيم الشأن» و«الكتاب المُحكم "الأكمل"»، وقال عن محمد بأنه: «حضرة سيدنا ورسولنا» العبد الأوّل والأعظم لله وأن لا إله إلا الله. ومع ذلك، تزعم بعض المصادر، أن أتاتورك نفسه كان ملحدًا (atheist) أو ربوبيًا (deist) أو لاأدري (agnostic)، وكان معاديًا لجميع الأديان عمومًا.
تشير المصادر إلى أن أتاتورك كان متشككًا دينيًا ومفكرًا حرًا. في عام 1933، قابله السفير الأمريكي تشارلز هيتشكوك شيريل. في المقابلة، قال إنه من الجيد للبشرية أن تصلي لله. وفقًا لأتاتورك، فإن الشعب التركي لا يعرف ما هو الإسلام حقًا ولا يقرأ القرآن. يتأثر الناس بالجمل العربية التي لا يفهمونها، وبسبب عاداتهم يذهبون إلى المساجد. عندما يقرأ الأتراك القرآن ويفكرون فيه، سيتركون الإسلام.
في شبابه، تلقى تدريبًا دينيًا، رغم أنه كان مختصرًا. تضمن تدريبه العسكري مطبوعات دينية. كان يعرف اللغة العربية جيدًا بما يكفي لفهم القرآن وتفسيره. درس «تاريخ الإسلام» بقلم ليون كايتاني و«تاريخ الحضارة الإسلامية» لجرجي زيدان. قام بتأليف الفصل في «التاريخ الإسلامي» بنفسه عندما أراد إعداد كتب التاريخ للمدارس الثانوية. كانت معرفة أتاتورك الدينية عالية إلى حد كبير في طبيعتها ومستواها.

### وفاته

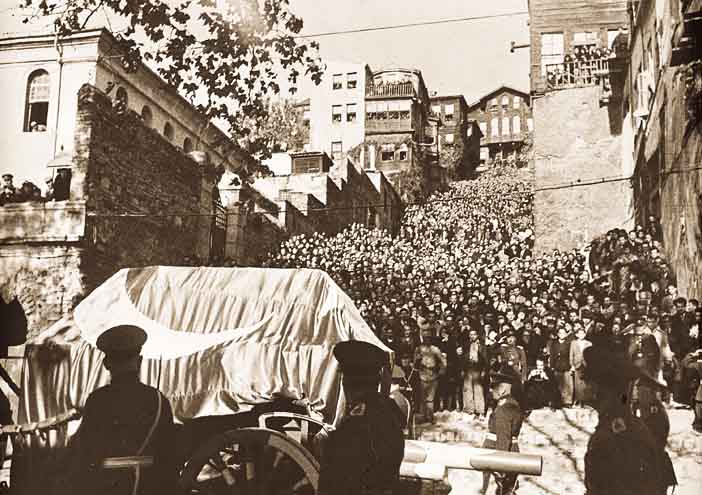
جنازته.

بدأت الحالة الصحية لأتاتورك في التدهور منذ عام 1937، وبعد مضي عام واحد اكتشف أنه يعاني من تشمع الكبد، فاستدعى الأطباء من أوروبا؛ لكن الأدوية التي قدمها له كل من الأطباء الأتراك والأجانب لم تجد له نفعًا. توفي أتاتورك – مؤسس الجمهورية التركية ورئيسها الأول – في إسطنبول بقصر طولمة باغجة في تمام الساعة التاسعة والخمس دقائق صباح يوم الأربعاء العاشر من نوفمبر عام 1938. وشُيعت جنازته حتى أنقرة بموكب مهيب ووُضِع جثمانه في مقبرة بمتحف أتنوجرافيا بأنقرة بمراسم حافلة جرت في أنقرة في الحادي والعشرين من نوفمبر عام 1938، وبعد خمسة عشر عامًا في العاشر من نوفمبر عام 1953، دُفن في مقبرة النصب التذكارى الخالد (آنيت كابير) الذي شيد خصيصًا له، وفي وصيته يُقر ويذكر بأنه منح جل عمره للحزب الشعبي الجمهوري ومجمع التاريخ التركي والمجمع اللغوي. كما أوصى بأن تعيش مقبولة آتادن في تشانكايا ومنح منزلًا وأموالًا لصبيحة جوكتشن بالإضافة إلى مساعدته لأبناء عصمت إينونو عن طريق إرسالهم لإكمال دراستهم بالخارج.

## ذِكراه

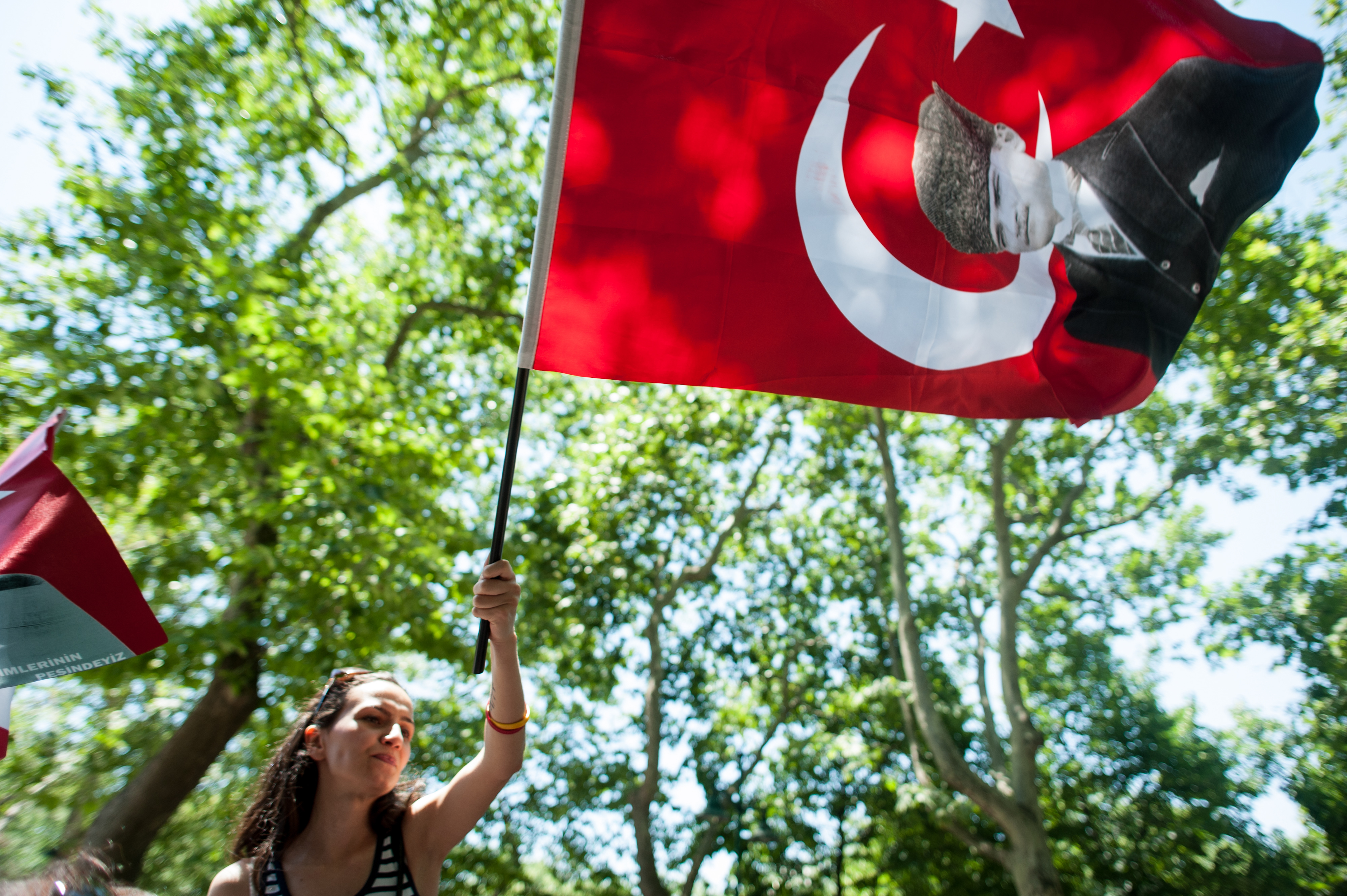
امرأة تملأ علم أتاتورك في متنزه غيزي.

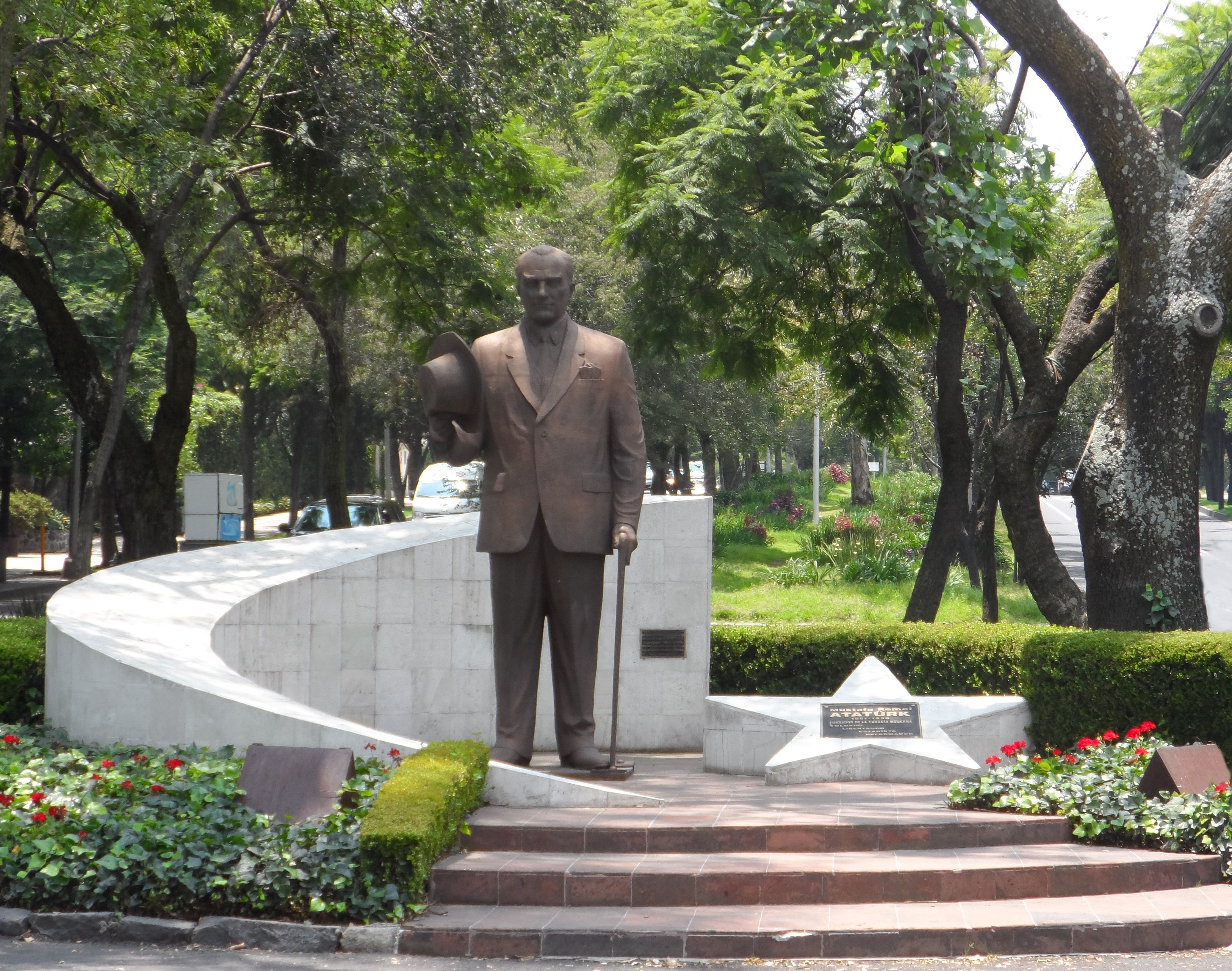
نصب تذكاري لأتاتورك في مدينة مكسيكو.

تتمتع تركيا بوجود العديد من الأعمال التي تُخلد ذكرى أتاتورك منها: ميناء اتاتورك الجوي، وملعب أتاتورك للأولمبياد، وسد اتاتورك، وكوبري اتاتورك، وجامعة أتاتورك، ومزرعة أتاتورك.
وتتواجد النصب التذكارية لأتاتورك في كافة المدن التركية وبلداتها، كما يتواجد تمثال لأتاتورك عند مدخل المؤسسات الحكومية. وبجانب هذا تبدو في كافة غُرف ذوي المقامات العُليا وفي كثير من مكاتب العمل، أدوات زينة ورموز ونصب لأتاتورك ومنها: تمثال نصفي لأتاتورك، أو قناع له، أو صوره، أو صحُف أو معالم خاصة به. بالإضافة لذلك نجد كثيرًا من المواطنين يمتلكون أشياء خاصة أيضا تعود له ومن ذلك: دبوس شعار أو كارت يحمل توقيع اتاتورك أو دبوس رباط عنق أو خاتم.[بحاجة لمصدر]
بالإضافة لذلك تتواجد صورة أتاتورك على غلاف الكتب الدراسية بكافة مراحل التعليم الأساسي، كما تتواجد صورته في كافة الصفوف الدراسية. وبجانب هذا تدرس كيفية الإخلاص لأتاتورك وثوراته في كافة مراحل المنظومة التعليمية، إمَا كدرس منفصل بذاته أو جزء من بعض الدروس.
ويحتفل كل عام في التاسع عشر من مارس بعيد قومي في الجمهورية التركية، وجمهورية قبرص الشمالية، وفي سفارات تركيا، باعتباره عيد الشباب والرياضة الذي يُقام إحياءً لأتاتورك. في يوم العاشر من نوفمبر -الذي يمثل ذكرى وفاة أتاتورك- في الساعة التاسعة والخمس دقائق صباحًا -ساعة وفاة أتاتورك - يقف جموع الشعب دقيقة حداد عند وكالات الجمهورية التركية وجمهورية قبرص الشمالية والسفارات، وتتوقف المركبات.
وفي عام 1936 سميت لعبة باسم أتاباري تخليدًا لأتاتورك، تلك لعبة شعبية خاصة بمنطقة أرتوين واُشتهرت منذ القدم باسم أرتوين بار. بالإضافة لذلك وُضعت نصب تذكارية في مختلف بلاد العالم لإحياء ذكرى مصطفى كمال أتاتورك؛ فعلى سبيل المثال تُرى تلك النصب التذكارية في أستراليا -جانبرا، وفي رومانيا -بُكرَش، وفي عاصمة شيلي سانتيجو.

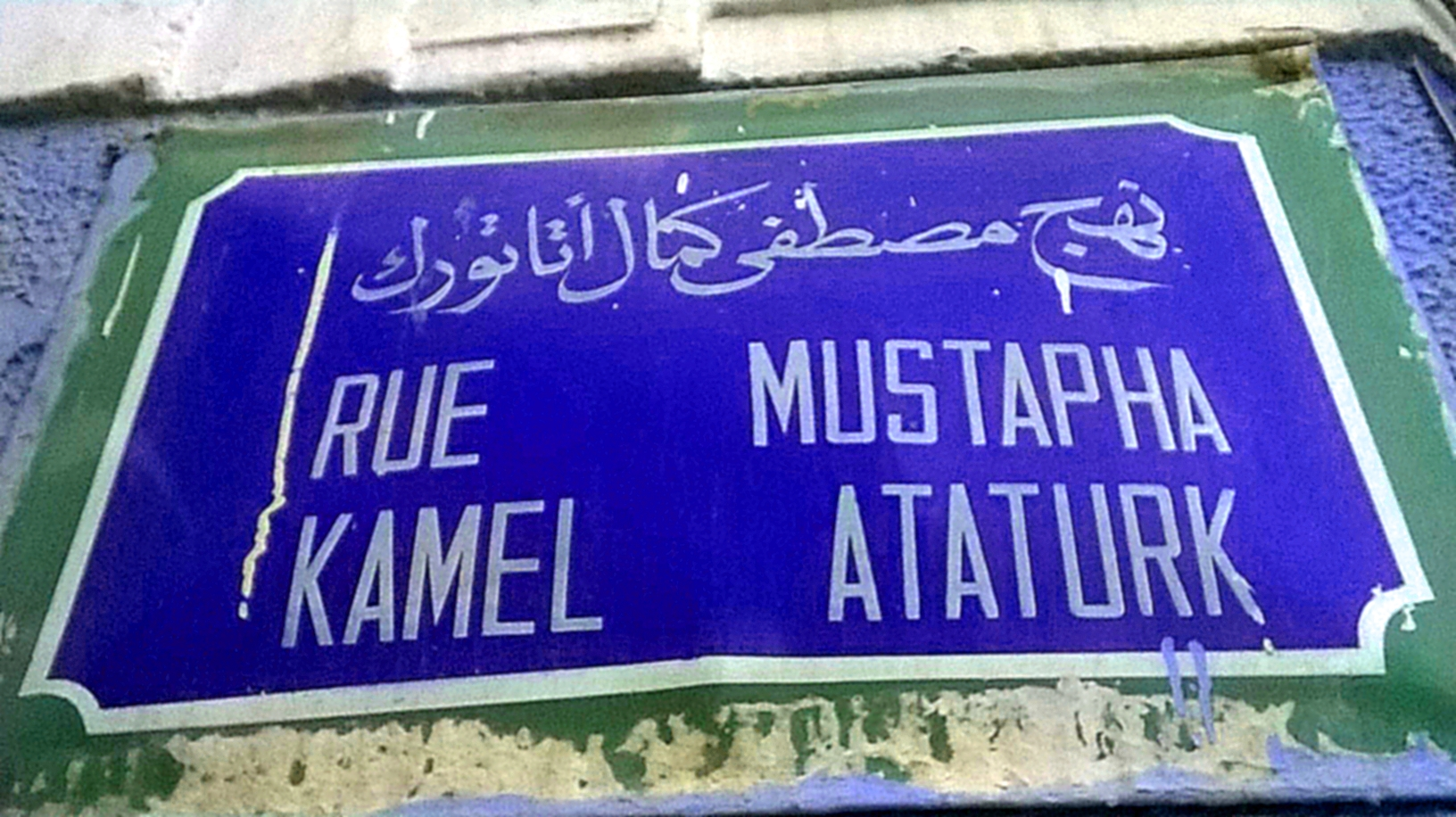
شارع مصطفى كمال أتاتورك في تونس.

على الرغم من إصلاحاته العلمانية الراديكالية، ظل أتاتورك يحظى بشعبية واسعة في العالم الإسلامي. يُذكر أنه كان مبدعًا لدولة إسلامية جديدة ومستقلة بالكامل في وقت تعدت فيه القوى المسيحية، ولأنه انتصر في صراع ضد الإمبريالية الغربية. عندما مات، أثنت عليه رابطة مسلمي عموم الهند كشخصية عظيمة حقًا في العالم الإسلامي، وجنرال عظيم ورجل دولة عظيم، معلناً أن ذاكرته ستلهم المسلمين في جميع أنحاء العالم بشجاعة ومثابرة ورجولة.
يمتد نطاق معجبيه من رئيس الوزراء البريطاني ونستون تشرشل، الخصم في الحرب العالمية الأولى، إلى الزعيم النازي الألماني والديكتاتور أدولف هتلر، الذي سعى أيضًا إلى تحالف مع تركيا، إلى رؤساء الولايات المتحدة. فرانكلين روزفلت وجون كينيدي، اللذين أشادا بكمال أتاتورك في عام 1963 في الذكرى الخامسة والعشرين لوفاته. قال هتلر عن أتاتورك إن «موسوليني هو تلميذه الأول وأنا تلميذه الثاني». ووصفه هتلر بأنه «نجم في الظلام» و«الخالق اللامع لتركيا الجديدة». غطت وسائل الإعلام في ألمانيا فايمار الحرب في الأناضول على نطاق واسع. يجادل ستيفان إيريغ بأن حرب الاستقلال التركية كان لها تأثير أكثر تحديدًا على انقلاب بير هول من زحف موسوليني إلى روما. أراد الألمان، بمن فيهم أدولف هتلر، إلغاء معاهدة فرساي تمامًا مثلما ألغيت معاهدة سيفر.
كنموذج يحتذى به يشجع السيادة الوطنية، كان أتاتورك يقدس خصوصًا في بلدان ما يسمى بالعالم الثالث، الذي اعتبره رائدًا في الاستقلال عن القوى الاستعمارية، مثل رضا بهلوي الإيراني المعاصر لدى أتاتورك، رئيس الوزراء الهندي جواهر لال نهرو، الرئيس التونسي الحبيب بورقيبة، أو الرئيس المصري أنور السادات. كتب الشاعر والفيلسوف الباكستاني محمد إقبال والشاعر الوطني البنغالي نذر الإسلام قصائد على شرفه.
عقد المؤتمر النسائي الدولي الثاني عشر في استانبول في 18 أبريل 1935 وتكون من هدى شعراوي رئيسة وعضوية اثنتي عشر سيدة وقد انتخب المؤتمر هدى نائبة لرئيسة الاتحاد النسائي الدولي وكانت تعتبر أتاتورك قدوة لها وأفعاله مثلًا أعلى.
كتبت تقول في مذكراتها: «وبعد انتهاء مؤتمر استانبول وصلتنا دعوة لحضور الاحتفال الذي أقامه مصطفى كمال أتاتورك محرر تركيا الحديثة .. وفي الصالون المجاور لمكتبه وقفت المندوبات المدعوات على شكل نصف دائرة وبعد لحظات قليلة فتح الباب ودخل أتاتورك تحيطه هالة من الجلال والعظمة وسادنا شعور بالهيبة والإجلال، وعندما جاء دوري تحدثت إليه مباشرة من غير ترجمان وكان المنظر فريداً أن تقف سيدة شرقية مسلمة وكيلة عن الهيئة النسائية الدولية وتلقي كلمة باللغة التركية تعبر فيها عن إعجاب وشكر سيدات مصر بحركة التحرير التي قادها في تركيا، وقلت: إن هذا المثل الأعلى من تركيا الشقيقة الكبرى للبلاد الإسلامية شجع كل بلاد الشرق على محاولة التحرر والمطالبة بحقوق المرأة، وقلت: إذا كان الأتراك قد اعتبروك عن جدارة أباهم وأسموك أتاتورك فأنا أقول إن هذا لا يكفي بل أنت بالنسبة لنا» أتاشرق«، فتأثر كثيراً بهذا الكلام الذي تفردت به ولم يصدر معناه عن أي رئيسة وفد وشكرني كثيراً في تأثر بالغ ثم رجوته في إهدائنا صورة لفخامته لنشرها في مجلة الإجيبسيان.»
وصف أتاتوركَ، قائد الحركة الوطنية في 1919-1923، الحلفاءُ والصحفيُّ المعروف على الصعيد الوطني علي كمال، أنه «رئيس السارق»، في هذا السياق وصفه اللورد بلفور أنه «الأكثر فظاعة بين الأتراك الرهيبين».

### الليرة التركية
أُصدرت الأوراق النقدية الأولى للجمهورية التركية في عام 1927 في المملكة المتحدة بسبب عدم امتلاك تركيا للبنك المركزي. (في 30 يونيو 1930، نُشِر قانون البنك المركزي رقم 1715 في الجريدة الرسمية التركية. بدأ البنك المركزي لجمهورية تركيا عمله في 3 أكتوبر 1931.) أما النقود الأخرى فكان يوجد عليها العلامة المائية لأتاتورك وصورته أيضًا. وفي عام 1937 كانت صورة أتاتورك مطبوعة على كافة النقود المتداولة ذات الأحرف اللاتينية. وزيادة على هذا تظهر صورة أتاتورك بارزة على الوجه الأمامي للعملات المعدنية. وفقا للقانون الذي جرى سنه في عام 1925، كانت صور الرئيس الحالي في العملات المعدنية. استبدلَت صور الرئيس الجديد عصمت إينونو اللوحاتِ في العملات بعد وفاة أتاتورك. أُوقفت صور الأشخاص الذين يعيشون في الأوراق النقدية الخامسة للانبعاثات، والتي دخلت حيز التنفيذ في عام 1952، وطُبعت صورة أتاتورك على مقدمة جميع العملات التركية. علاوة على ذلك، هناك نقش أتاتورك على الجانب الأمامي من الذهب الجمهوري.

## في وسائل الإعلام
المسلسلات، والأفلام، والأفلام الوثائقية، والإعلانات الخاصة بأتاتورك، وكذلك الفيلم الوثائقي «صاريه زيبك» وهو الفيلم الذي صور جان دوندار عام 1993 يسرد آخر 300 يوم من حياة أتاتورك ومعاناته مع المرض.
«الاستقلال»: هو مسلسل تلفازي صُور عام 1994، وموضوعه حرب التحرير وفيه يمثل روتكاي عزيز دور أتاتورك، بينما أخرج هذا المسلسل ضيا اوزتان، وكتب السيناريو تورجوت اوزاكمان تدور أحداث المسلسل في فترة عام ونصف تمتد منذ نهاية معركة إينونو الثانية وحتى هدنة مودانيا. ولقد بلغت ميزانية إنتاج هذا المسلسل 37,6 مليار ليرة، وتدور أحداث المسلسل في ستة أجزاء مثّل فيه نحو 300 ممثل و400 الف كومبارس وممثل صامت واستمرت فعاليات التصوير عامين.
«الجمهورية»: فيلم يدور حول فترة الجمهورية جسد روتكاي عزيز دور مصطفى كمال أتاتورك، وكان هذا الفيلم قد عرض في عام 1998. ولقد أخرجه ضيا اوزتان، أما السيناريو فقد كتبه تورجوت اوزاكمان.
«مصطفى»: هو فيلم اُعد خصيصًا لإحياء الذكرى السبعين على وفاة مصطفى كمال أتاتورك، كتب هذا الفيلم وأخرجه جان دوندار، بينما قام جوران بريجوفيس بنظم ألحانه.
«درسنا: أتاتورك»: هو فيلم تجسيد حقيقى للتاريخ يحكيه مؤرخ؛ جد أحد الأطفال بالصف الخامس الابتدائي الذين طُلب منهم عمل واجبات متعلقة باتاتورك. صُور هذا الفيلم عام 2009، وجسد خالد ارجنتش دور أتاتورك كتب تورجوت اوزاكمان سيناريو هذا الفيلم.
«الوداع»: قام زولفو ليفانلى بكتابة سيناريو هذا الفيلم وإخراجه وتلحينه. جسد فكرت كاغان اولجاى دور أتاتورك وهو فيما بين السادسة والسابعة من عمره، وقام بارتونتش اكبابا بتجسيد دوره وهو بين الرابعة عشر والسابعة عشر من عمره، ويقوم سنان طوزجو بتشخيصه وهو مابين العشرينات والأربعينات من عمره، بينما يُجسده برهان جوفن وهو في السابعة والخمسين من عمره. عُرض هذا الفيلم عام 2010.
«الإعلان التجاري لأتاتورك»: هو إعلان يُجسده مصطفى كمال أتاتورك مؤسس الجمهورية التركية .نُشر هذا الإعلان في العاشر من نوفمبر عام 2007، إحياء للذكرى التاسعة والستين على وفاة أتاتورك. يقوم هالوك بلجينر بتجسيد دور أتاتورك في الإعلان.

## أعماله
- نطق (1927)
- الحقوق المدنية بالنسبة للمواطنين (اعده بصحبة ابنته بالتبنى عفت عنان) (1930)[166]
- كتاب جيوماترى (نُشر دون اسم) (1937)
- خطاب اتاتورك للشباب التركى
- خطاب العام العاشر لاتاتورك (اسمع)
- خطاب بورصا لاتاتورك
- خطبة بالك اسير

## وصلات خارجية
- مصطفى كمال أتاتورك على موقع IMDb (الإنجليزية)
- مصطفى كمال أتاتورك على موقع الموسوعة البريطانية (الإنجليزية)
- مصطفى كمال أتاتورك على موقع ميوزك برينز (الإنجليزية)
- مصطفى كمال أتاتورك على موقع إن إن دي بي (الإنجليزية)
- مصطفى كمال أتاتورك على موقع ديسكوغز (الإنجليزية)
- مصطفى كمال أتاتورك على موقع قاعدة بيانات الفيلم (الإنجليزية)

- سيرة ذاتية مختصرة
- الوصف ومعرض
- أتاتورك في اللون على يوتيوب
- أتاتورك والمفتي عبد الرحمن كامل يتكين في أماسية (1930) على يوتيوب